# Mannheim

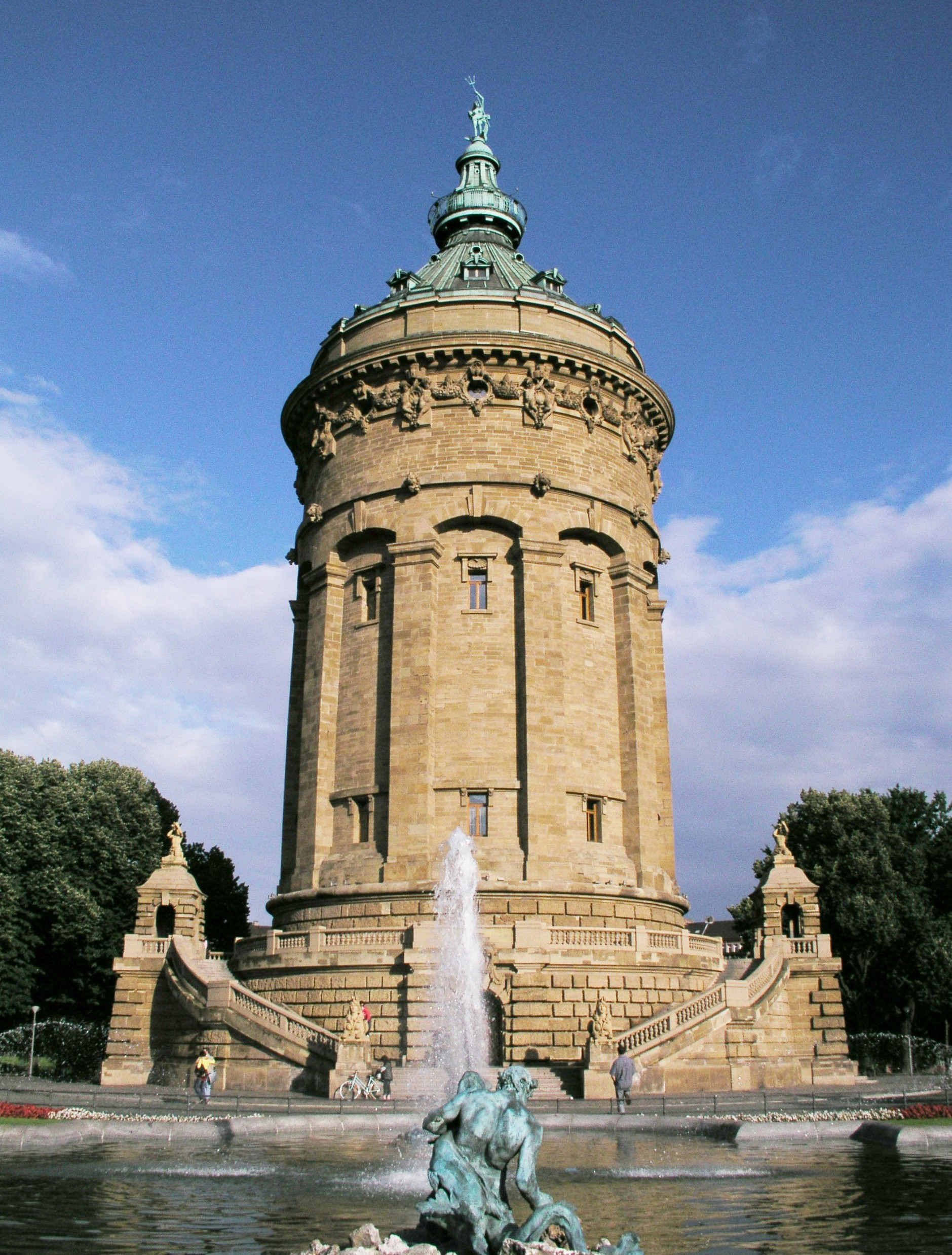
Tháp nước Mannheim, biểu tượng của thành phố

Mannheim, với dân số vào khoảng 320.000 người, là thành phố lớn thứ hai của bang Baden-Württemberg sau Stuttgart, nằm ở phía Tây nước Cộng hòa Liên bang Đức. Ngày nay Mannheim là trung tâm văn hóa và kinh tế của vùng đô thị châu Âu Tam giác Rhein Neckar.
Là thành phố lớn từ năm 1900, Mannheim ngày nay vẫn là thành phố thương mại, một điểm giao thông quan trọng giữa Frankfurt và Stuttgart với ga nối toa tàu hỏa lớn thứ nhì châu Âu và một trong những cảng đường thủy nội địa quan trọng nhất châu Âu.

## Địa lý
Mannheim nằm trong vùng phía bắc của Đồng bằng thượng Rhein (Oberrheinische Tiefebene), nơi sông Neckar đổ vào sông Rhein. Thành phố nằm trên hữu ngạn của sông Rhein, ở hai bên bờ sông Neckar.
Thành phố nằm trong vùng đô thị châu Âu Tam giác Rhein Neckar, một khu vực tập trung 2,35 triệu dân cư bao gồm nhiều phần phía nam của bang Hessen và một phần của vùng Vorderpfalz trong bang Baden-Württemberg, có hai thành phố lớn là Mannheim và Heidelberg. Các thành phố lớn cạnh đó là Frankfurt am Main, khoảng 70 km về hướng bắc và Stuttgart, khoảng 95 km về phía đông nam

### Phân chia thành phố
Mannheim được chia là 6 quận nội thành và 11 quận ngoại thành:
Innenstadt/Jungbusch, Lindenhof, Neckarstadt-Ost/Wohlgelegen, Neckarstadt-West, Neuostheim/Neuhermsheim, Schwetzingerstadt/Oststadt cũng như là Feudenheim, Friedrichsfeld, Käfertal, Neckarau, Rheinau, Sandhofen, Seckenheim, Schönau, Vogelstang, Waldhof và Wallstadt

### Nội thành: Các "ô vuông"
Đọc bài chính về Ô vuông Mannheim

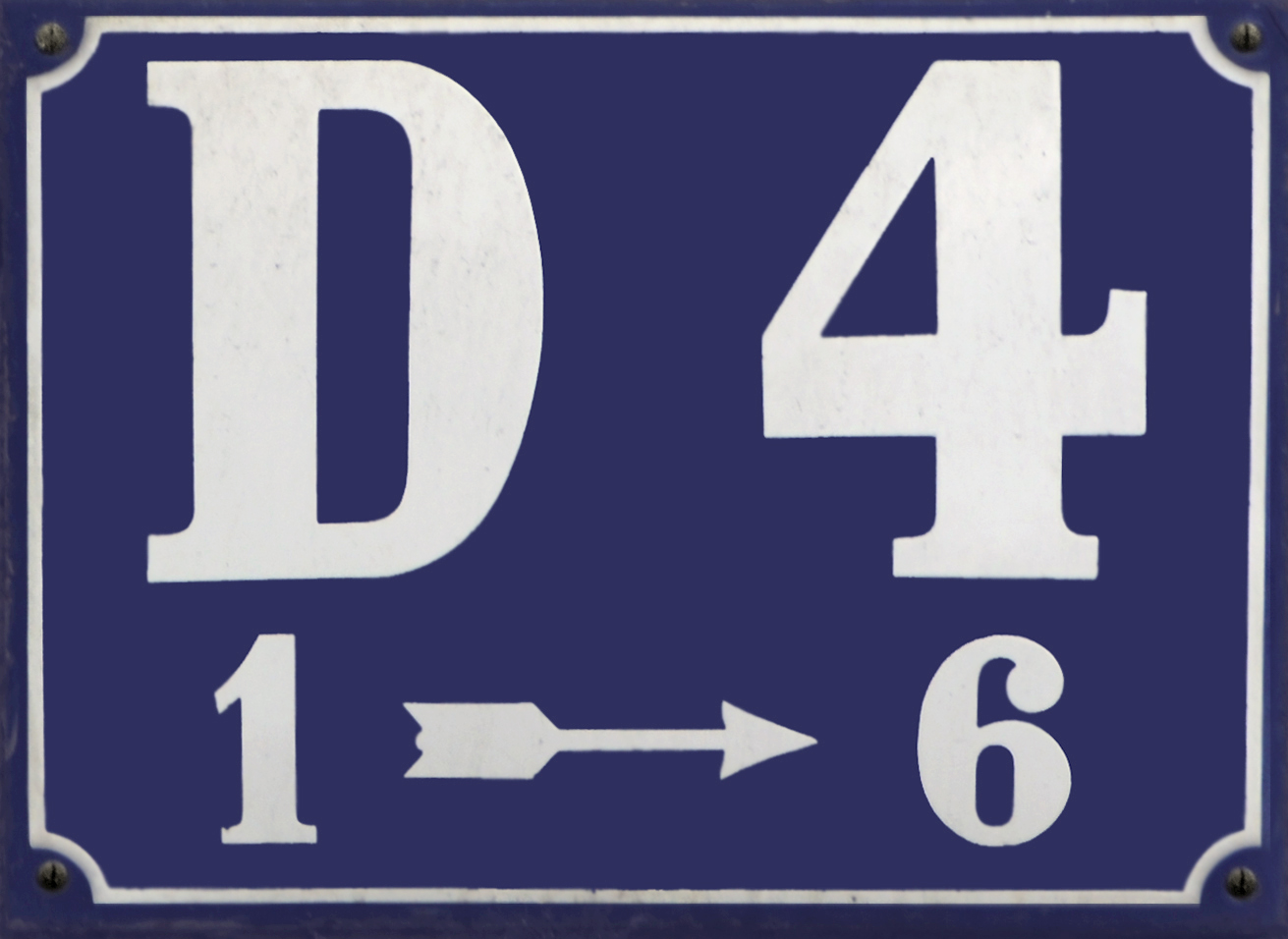
Bản tên đường trong các ô vuông Mannheim

Nội thành hình móng ngựa của Mannheim giữa Rhein và Neckar được xây dựng theo dạng hình lưới với các khu nhà vuông góc, vì thế mà người ta gọi chúng là "ô vuông Mannheim". Kế hoạch xây dựng mạng lưới đường sá này bắt nguồn từ tuyển hầu Friedrich IV của Pflaz vào khoảng năm 1600 và vẫn còn tồn tại cho đến ngày nay. Việc sắp đặt đường phố này tạo nên một địa vị thống trị trong kiến trúc tổng thể cho Lâu đài Mannheim - nơi ngự trị của các tuyển hầu – hình tượng của thể chế quân chủ.
Nội thành được chia cắt bởi hai trục chính. Đường Kurpfalz (Kurpfalzstraße), cũng còn được gọi là "Đường Rộng" chạy từ Lâu đài Mannheim cho đến Cổng Neckar. Đường này gặp con đường mua sắn chính "Planken" tại Quảng trường Duyệt binh (Paradeplatz). Các con đường song song với hai trục đường chính này thường không có tên, thay vào đó các ô vuông nằm ở giữa được gọi theo một kết hợp từ mẫu tự và số.

### Khí hậu
Nhờ vào địa thế trong Đồng bằng thượng Rhein được che chở bởi hai vùng đồi núi Pfälzer Wald và Odenwald nên Mannheim có một khí hậu rất ôn hòa. Tháng nóng nhất là tháng 7 với nhiệt độ trung bình là 19,9 °C, tháng lạnh nhất là tháng Giêng với 1,8 °C. Nhiệt độ trên 30 °C trong mùa hè không phải là việc hiếm có. Nhiệt độ cao nhất được đo tại Mannheim là 39,0 °C vào ngày 8 tháng 8 năm 2003 (Trong cùng ngày, một trạm khí tượng tư nhân của Deutsche Wetterdienst đã đo được nhiệt độ 40,1 °C tại khu Mannheim-Seckenheim). Lượng mưa trung bình trong một năm là 668 mm. Tháng có mưa nhiều nhất cũng là tháng 7. Được sông Rhein và Neckar tạo điều kiện thuận lợi nên đặc biệt là trong mùa thu thường hay có sương mù. Hai con sông này cũng mang lại độ ẩm không khí cao, đặc biệt là trong mùa hè có thể dẫn đến khí hậu nồng ẩm.

## Lịch sử

### Thuở ban đầu

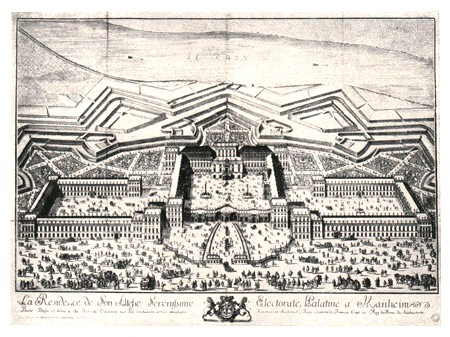
Lâu đài Mannheim vào khoảng 1725

Làng Mannenheim được nhắc đến trong văn kiện lần đầu tiên vào năm 766 trong Lorsch Codex. Cả một thời gian dài là một làng đánh cá nhỏ không quan trọng, Mannheim nằm trong lãnh thổ của bá tước vùng Pflaz thuộc dòng họ Wittelsbach từ năm 1284. Mannheim có tầm quan trọng nhất định trong khu vực từ khi trạm thuế Eichelheim được xây dựng năm 1349 trên vùng đất Mannheim-Lindenhof ngày nay, buộc các tàu trên sông Rhein phải đóng thuế. Năm 1415, Giáo hoàng Antipope John XXIII buộc phải thoái vị đã bị giam cầm tại đây theo lệnh của hoàng đế Sigismund. Trong năm 1566, Mannheim với 700 dân cư là một trong những làng lớn nhất thuộc khu vực hành chánh Heidelberg.

### Trở thành thành phố
Năm 1607 Mannheim nhận được các đặc quyền của một thành phố sau khi Tuyển hầu Friedrich IV của Pflaz đặt viên đá đầu tiên xây dựng pháo đài Friedrichburg. Kế hoạch xây dựng một hệ thống đường sá có hình dạng như một mạng lưới cho thành phố được liên kết với pháo đài này vẫn còn tồn tại cho đến ngày nay. Bị tàn phá lần đầu vào năm 1622 trong cuộc Chiến tranh 30 năm, Mannheim lại bị phá hủy bởi quân đội Pháp trong cuộc Chiến tranh kế thừa Pflaz vào năm 1689 nhưng lại được tái xây dựng sau đó.

### Vươn lên về chính trị và văn hóa

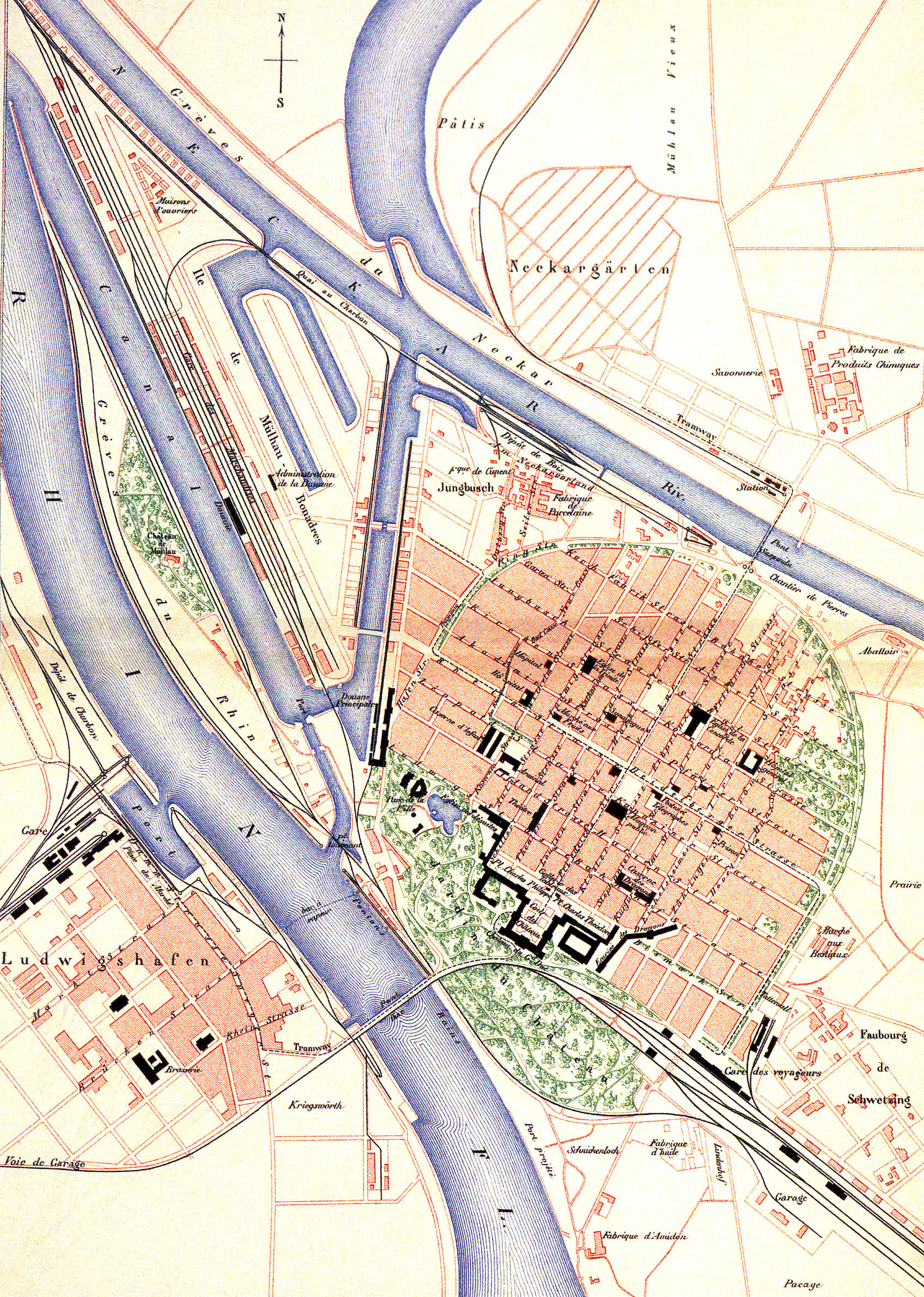
Bản đồ thành phố Mannheim (1880)

Năm 1720 Tuyển hầu Karl Philipp dời nơi ngự trị từ Heidelberg về Mannheim và bắt đầu xây dựng Lâu đài Mannheim. Mannheim trở thành nơi ngự trị cho các tuyển hầu vùng Kurpflaz, bắt đầu một khoảng thời gian rực rỡ nhưng ngắn ngủi của thành phố lúc này đã có 25.000 dân cư. Các triều đại tuyển hầu vùng Kurpfalz khuyến khích nghệ thuật và âm nhạc, khoa học cũng như là thương mại. Goethe, Schiller và Lessing đã từng ở tại Manneim cũng như Mozart.
Để có thể thừa kế Bayern, Karl Theodor phải dời nơi ngự trị về München vào năm 1778. Cùng với việc này là một suy sụp về kinh tế và văn hóa của thành phố. Lại bị người Pháp xâm chiếm vào năm 1795 và sau đó là quân đội Áo tái chiếm lĩnh, Mannheim cuối cùng đã mất đi vị thế chính trị trong năm 1803: Vùng Kurpfalz bị xóa bỏ và Mannheim thuộc về Baden, trở thành một thành phố vùng biên giới.

### Tăng trưởng kinh tế lần thứ nhì
Thời kỳ nở rộ mới của Mannheim mang nhiều ảnh hưởng của giới tư bản đang lớn mạnh. Năm 1828 cảng Mannheim được khánh thành, sau đó là đường tàu hỏa từ Mannheim đi Heidelberg. Mannheim đã là trung tâm của phong trào cách mạng và chính trị của năm 1840 (Cách mạng tháng Ba). Năm 1865 Friedrich Engelhorn thành lập nhà máy BASF (Badische Anilin- und Soda-Fabrik - Nhà máy soda và aniline Baden) nhưng sau đó lại dời về Ludwigshafen. Ngày nay nhà máy này đã trở thành tập đoàn hóa chất lớn nhất thế giới. Carl Benz nộp đơn đăng ký bằng phát minh ô tô năm 1886 tại Mannheim. Sau Chiến tranh thế giới thứ nhất Heidrich Lanz AG (Công ty cổ phần Heidrich Lanz) giới thiệu chiếc máy cày đầu tiên hiệu "Bulldog".

### Từ Đế chế thứ ba cho đến nay

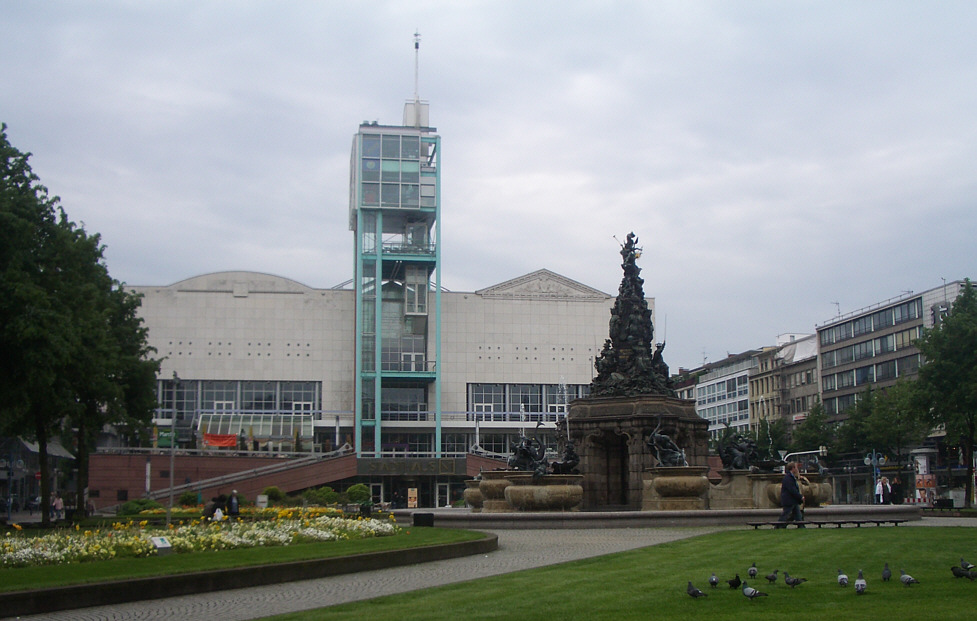
Stadthaus Mannheim cạnh Quảng trường duyệt binh (Paradeplatz)

Trong Đế chế thứ ba gần 2.000 người dân Mannheim có tín ngưỡng Do Thái đã bị đưa vào trại tập trung, thành phố gần như bị phá hủy hoàn toàn trong Chiến tranh thế giới thứ hai bởi các cuộc không kích. Cuộc tái kiến thiết sau chiến tranh được bắt đầu một cách khó nhọc. Lâu đài Mannheim và Tháp nước Mannheim được tái xây dựng; Nhà hát Quốc gia Mannheim được xây dựng tại ở vị trí mới. Rất nhiều vùng dân cư mới được quy hoạch do tình trạng thiếu nhà ở. Năm 1967 trường Đại học Tổng hợp Mannheim được thành lập.
Cuộc Triển lãm Vườn Liên bang (Bundesgartenschau) năm 1975 tại Công viên Luise (Luisenpark) và Công viên Herzogenried (Herzogenriedpark) là một điểm sáng trong lịch sử thành phố. Một loạt công trình xây dựng được thực hiện: Tháp viễn thông Mannheim và một chiếc cầu thứ hai qua sông Rhein được xây dựng, đường Planken trở thành khu vực dành riêng cho người đi bộ, Rosengarten Mannheim được khánh thành.
Trong thập niên 1980 và 1990 một loạt các dự án lớn cũng được tiến hành: Đài thiên văn Mannheim, mở rộng Hội trường Nghệ thuật, Viện bảo tàng Reiß mới, Tòa thị chính, nhà thờ đạo Do Thái, nhà thờ đạo Hồi, Viện bảo tàng tiểu bang về Kỹ thuật và Lao động và Sân vận động Carl Benz được khánh thành.
Hướng đến việc kỷ niệm 400 năm ngày Mannheim trở thành thành phố vào năm 2007, một số dự án xây dựng thành phố đã được tiến hành: Sân vận động SAP (SAP-Arena), sửa chữa khu vực dành riêng cho người đi bộ Breite Straße, cải tạo hoàn toàn mới Alter Messplatz và xây dựng mới đoạn đường tàu hỏa thành phố Schafweide.

### Phát triển dân số
Do dân số thành phố vượt qua ngưỡng 100.000 vào năm 1896, Mannheim trở thành thành phố lớn từ đấy. Năm 1905 thành phố có trên 160.000 người dân, đến 1961 con số này đã tăng lên gấp đôi. Năm 1970 dân số đạt đến mức cao nhất trong lịch sử thành phố là 333.000 người.
Theo số liệu của Sở Thống kê bang Baden-Württemberg, trong quý 2 năm 2005 có tổng cộng 307.640 sống tại Mannheim. Trong đó có 151.206 người là đàn ông (49,15%) và 156.434 người là phụ nữ (50,58%). Tỷ lệ người nước ngoài là 22,5%. Tỷ lệ thất nghiệp trong tháng 8 năm 2005 là 12,6%. Trong thời gian từ 1993 đến 2004 tỷ lệ người trên 65 tuổi trên tổng số dân cư đã tăng từ 15,8% lên 18,2%. Tỷ lệ những người từ 18 đến 65 tuổi đã giảm đi tròn 2,5% trong cùng thời gian.

## Tôn giáo

### Tin Lành

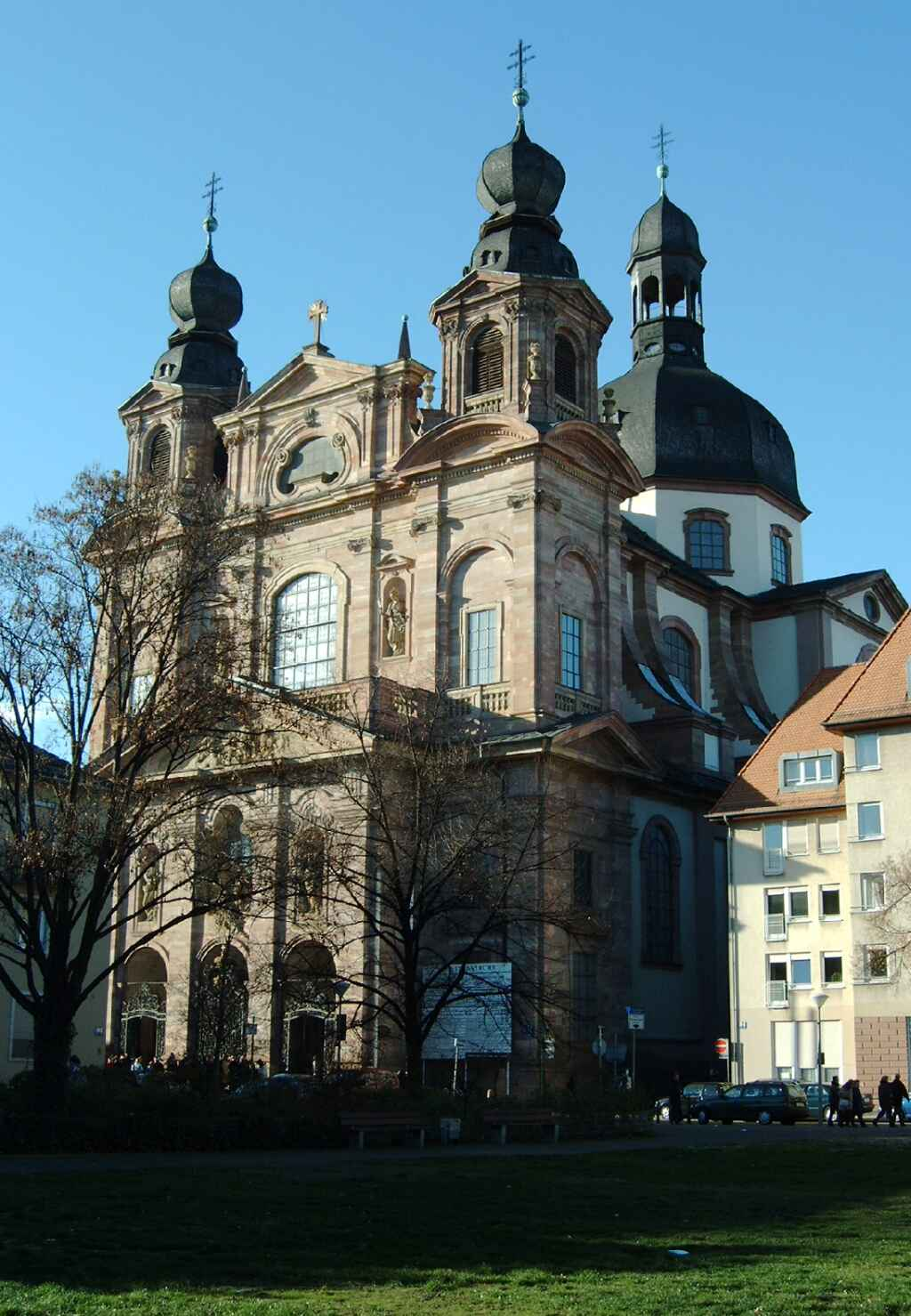
Nhà thờ Dòng Tên ở khu phố A4

Tuyển hầu Ottheirich đưa Cải cách Kháng Cách vào vùng Kurpfalz vào năm 1556, sau khi người trước ông là Friedrich II đã có nhiều nỗ lực đáng kể về phương diện này 10 năm trước đó. Dưới thời của người kế thừa Ottheirich là Friedrich III, vùng Kurpfalz chuyển sang đạo Tin Lành từ năm 1561. Do thời gian thành lập thành phố Mannheim nằm trong thời kỳ của Cải cách Kháng Cách tại Kurpfalz nên thành phố mang nhiều ảnh hưởng của Tin Lành-Cải cách Kháng Cách.

### Công giáo
Sau khi thành phố Mannheim được thành lập, giáo xứ Công giáo cũng tăng trưởng. Nhà thờ Công giáo lâu đời nhất là nhà thờ St.Sebastian ở tại Marktplatz, được hoàn thành trong năm 1723. Năm 1729 Tuyển hầu Karl III hiến 100.000 đồng tiền Gulden để xây dựng Nhà thờ Dòng Tên dùng làm nhà thờ của hoàng gia.

### Đạo Do Thái
Nhà thờ đạo Do Thái đầu tiên ở Mannheim được xây dựng năm 1660. Nhằm để giúp thương mại và thủ công phát triển các tuyển hầu đã khuyến khích người Do Thái nhập cư với chính sách giảm thuế và cho đặc quyền về tự do nghề nghiệp, đặc biệt là sau khi thành phố bị tàn phá trong thế kỷ 17. Trong năm 1719, 10,6% dân số là người Do Thái. Đến năm 1895 cộng đồng Do Thái đã tăng lên đến 4.768 người. Thế nhưng dân số còn lại của Mannheim lại còn tăng trưởng nhanh hơn nên sau 1900 tỷ lệ người Do Thái chỉ còn vào khoảng 3%. Trong năm 1933 có 6.402 người Do Thái sống tại Mannheim, tạo thành cộng đồng người Do Thái lớn nhất của Baden.

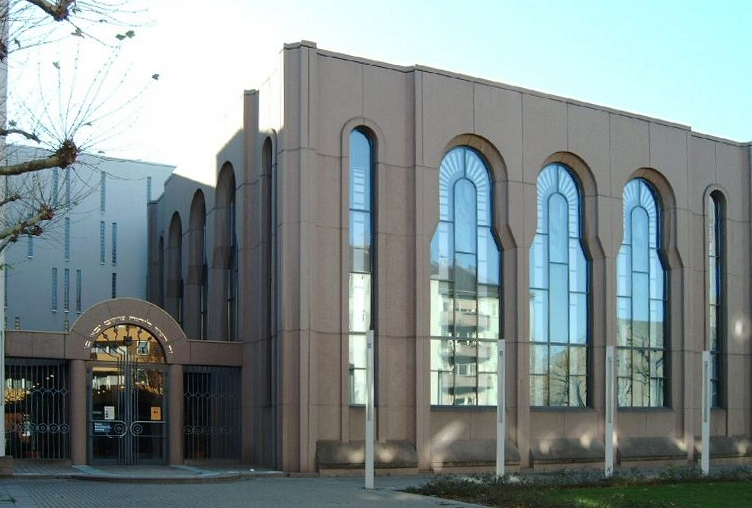
Nhà thờ đạo Do Thái Mannheim ở khu phố F3

Vì nhiều đàn áp sau khi những người Đức Quốc xã lên nắm quyền, rất nhiều người Do Thái đã sớm rơi vào cảnh hoạn nạn. Ngay từ năm 1933, thị trưởng thuộc Đảng NSDAP đã cấm không cho phép giao hợp đồng về cho các doanh nghiệp Do Thái, các giảng viên đại học người Do Thái tại trường Đại học Thương mại bị cho nghỉ phép, Nhà hát Quốc gia sa thải các diễn viên là người Do Thái và các bác sĩ là người Do Thái không được phép làm việc theo phương thức thanh toán phí khám và chữa bệnh với các hãng bảo hiểm sức khỏe. Rất nhiều gia đình đã di dân ra nước ngoài, đặc biệt là đến Mỹ. Sau khi ba nhà thờ đạo Do Thái tại Mannheim bị tàn phá trong năm 1939, gần 2.000 người Do Thái, tức gần như tất cả những người Do Thái còn ở lại, bị đày về Gurs. Phần lớn những người này sau đó bị chuyển về trại tập trung ở Ba Lan và bị giết chết. Sau Chiến tranh thế giới thứ hai chỉ có một ít những người di dân trở lại Mannheim. Mãi đến năm 1987 nhà thờ Do Thái mới được khánh thành. Trong năm 2005 có khoảng 600 người Do Thái cư ngụ tại Mannheim.
Đọc thêm: Cuộc sống người Do Thái tại Mannheim

### Đạo Hồi

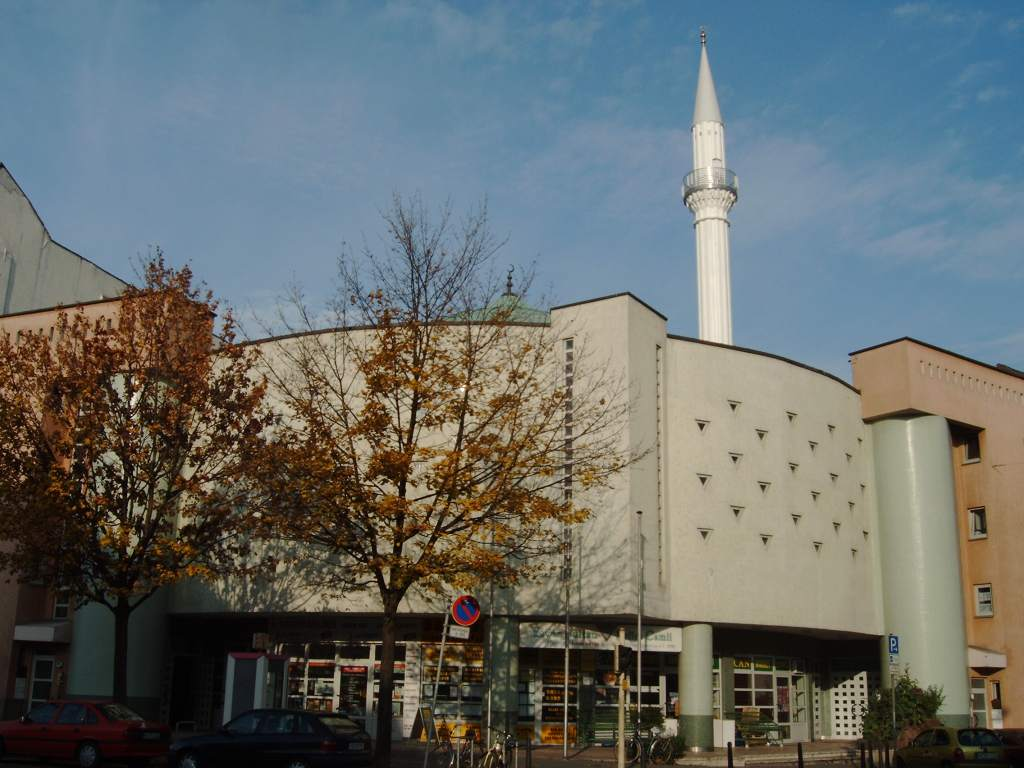
Nhà thờ đạo Hồi Yavuz Sultan Selim

Cùng với đợt công nhân khách thứ hai từ giữa thập niên 1960, nhiều người Thổ Nhĩ Kỳ, và vì thế lần đầu tiên có nhiều người theo đạo Hồi đến Mannheim. Số này tăng lên đến 20.827 người trong năm 2004, chiếm 7% dân số Mannheim. Vì thế, Nhà thờ đạo Hồi Yavuz Sultan Selim được xây dựng tại Mannheim, cho đến thời điểm đó là nhà thờ đạo Hồi lớn nhất Đức có sức chứa 2.500 người đến cầu nguyện.

## Chính trị
Hội đồng thành phố có 48 ghế và được bầu trực tiếp 5 năm một lần. Đứng đầu bộ máy hành chánh thành phố và đồng thời cũng là trưởng hội đồng thành phố là thị trưởng (Oberbürgermeister). Thị trưởng được bầu trực tiếp 8 năm một lần. Bên cạnh thị trưởng là Phó thị trưởng thứ nhất (Erster Bürgermeister), đại diện cho thị trưởng và 4 phó thị trưởng khác. Họ được hội đồng thành phố bầu với nhiệm kỳ 8 năm. Mỗi một phó thị trưởng lãnh đạo một sở trong bộ máy hành chánh (tài chính, xã hội, văn hóa,...).

### Huy hiệu

Huy hiệu thành phố Mannheim

Trên nửa tấm khiên có nền vàng là một móc đôi (Wolfsangel), một mẫu tự của chữ Rune, trên nửa còn lại có nền đen là biểu tượng sư tử của vùng Kurpfalz. Huy hiệu do hội đồng thành phố quyết định vào năm 1896 và được Đại công tước vùng Baden công nhận. Biểu tượng chiếc móc đôi đã được tìm thấy trên một hòn đá là cột mốc biên giới từ thế kỷ 17. Con sư tử là con thú huy hiệu của các tuyển hầu vùng Kurpfalz.

### Các thành phố liên kết
| - Swansea, Liên hiệp Anh (từ 1957) - Toulon, Pháp (từ 1959) - Quận Charlottenburg của Berlin (từ 1961) - Windsor, Canada (từ 1980) - Riesa, Sachsen (từ 1988) | - Chişinău, Moldova (từ 1989) - Bydgoszcz, Ba Lan (từ 1991) - Klaipėda, Litva (từ 2002) - Zhenjiang, Trung Quốc (từ 2004) |

## Kinh tế và hạ tầng cơ sở

### Kinh tế

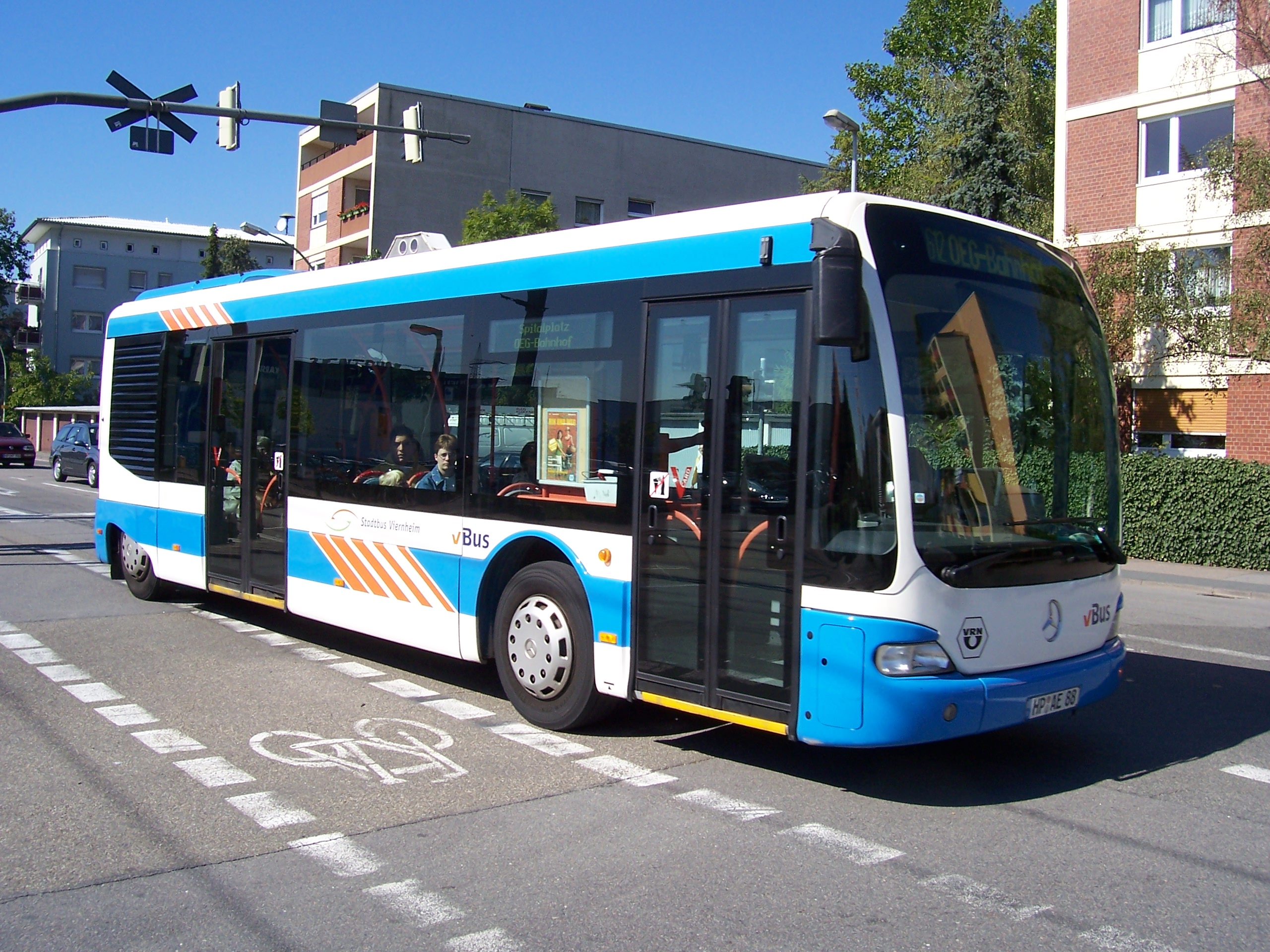
Xe buýt của DaimlerChrysler sản xuất tại Mannheim

Trong số 158.021 người lao động trong năm 2004 có 34% làm việc trong các ngành sản xuất, 22,8% trong thương mại, ngành ăn uống và giao thông và 42,2% trong lãnh vực các dịch vụ khác. Tỷ lệ người thất nghiệp là 10,9% (tháng 8 năm 2006). Mặc dù chịu nhiều ảnh hưởng của cuộc biến đổi cơ cấu kinh tế bắt đầu từ thập niên 1970 với việc giảm lao động trong công nghiệp và tăng trưởng trong khu vực dịch vụ, công nghiệp hóa và kim loại vẫn còn hiện diện nhiều ở Mannheim.
Công nghiệp chế tạo máy và điện là ngành công nghiệp lớn nhất ở Mannheim. Thuộc vào trong số các doanh nghiệp lớn nhất là DaimlerChrysler (động cơ), EvoBus (xe buýt), ABB (kỹ thuật tự động và kỹ thuật điện), Alstom (nhà máy điện), Bombardier Transportation (trang thiết bị điện cho xe điện), John Deere (máy nông nghiệp), Deutz AG (động cơ), WIMA (linh kiện điện tử) và York (kỹ thuật lạnh).
Đại diện của công nghiệp hóa là Roche (dược phẩm), SCA Hygiene (sản phẩm giấy và sợi cellulose), Fuchs Petrolub (chất bôi trơn), Unilever (xà phòng Dove), Reckitt Benckiser (chất tẩy rửa gia dụng), Phoenix (buôn bán dược phẩm) và Deutsche Hutchison (sản phẩm cao su).
Tuy không còn là nơi dẫn đầu về tài chính như trong khoảng thời gian 1900 nhưng Mannheim vẫn còn có tầm quan trọng nhất định. Có trụ sở chính ở Mannheim là Ngân hàng Baden-Württemberg, Công ty Bảo hiểm Mannheim, Công ty bảo hiểm Inter.
Đại diện của ngành lương thực thực phẩm là Südzucker, Birkel, Nhà máy bia Eichbaum. Bilfinger Berger và Bauhaus thuộc về ngành xây dựng và thuộc về ngành công nghệ thông tin là Comparex và CEMA. Bibliographisches Institut & F. A. Brockhaus là một nhà xuất bản quan trọng có trụ sở tại Mannheim.

### Truyền thông đại chúng

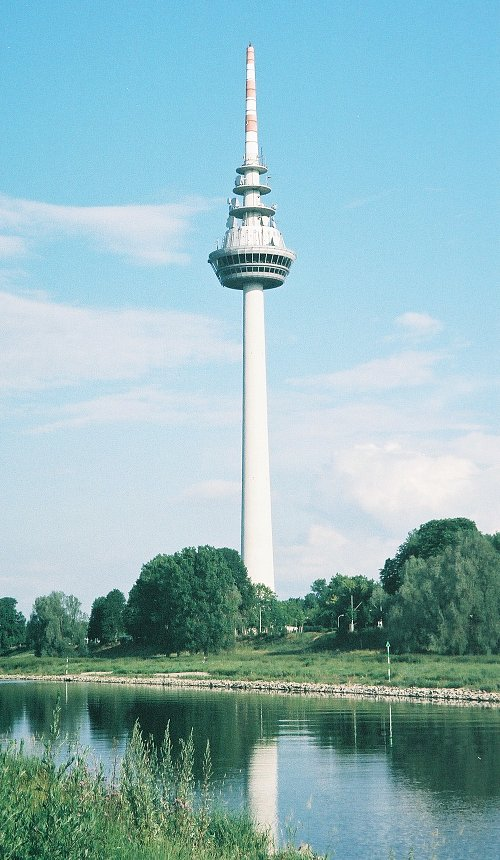
Tháp truyền hình Mannheim

Bên cạnh nhật báo Mannheimer Morgen là các tuần báo SportWoche, Mannheimer Blick am Sonntag và Wochenblatt cũng như tạp chí Meier được xuất bản hằng tháng.
Đài truyền hình địa phương là Rhein Neckar Fernsehen đặt trụ sở tại Mannheim. Ngoài ra Mannheim còn có studio của đài truyền hình Südwestrundfunk. Từ năm 2004 trung tâm châu Âu của đài phát thanh AFN phát chương trình đi từ Mannheim-Sandhofen. Cũng ở tại Mannheim là các đài phát thanh tư nhân big FM, Radio Regenbogen và từ 2006 là sunshine live.
Đọc thêm: Truyền thông đại chúng trong Tam giác Rhein Neckar

### Cơ sở của quân đội Mỹ
Một loạt cơ sở quân sự quan trọng của quân đội Mỹ và khối NATO được đặt tại Mannheim, trong đó có cơ quan chỉ huy của 5th Signal Command. Ở Mannheim có doanh trại sau đây của quân đội Mỹ:
- Funari Barracks (Käfertal) (5th Signal Command headquarters)
- Sullivan Barracks (Käfertal) (7th Signal Brigade headquarters)
- Benjamin Franklin Village (Käfertal)
- Turley Barracks (Käfertal)
- Taylor Barracks (Vogelstang) (2nd Signal Brigade headquarters)
- Spinelli Barracks (Feudenheim)
- Coleman Barracks (Sandhofen) (AFN, U.S. Army Confinement Facility Europe)
- Friedrichsfeld Quartermaster Depot (Friedrichsfeld)

### Giao thông

#### Đường bộ
Bao bọc hai thành phố Mannheim và Ludwigshafen là một vòng đai đường cao tốc. Đường cao tốc A 6 (Saarbrücken - Nürnberg) bao bọc thành phố về phía bắc và phía đông, đường cao tốc A 61 nối tiếp về phía tây và phía nam của Ludwigshafen, tạo thành vòng đai đường cao tốc. Về phía đông bắc của Mannheim là đường A 67 đi Darmstadt và Frankfurt, ở phía đông là A 656 đi Heidelberg và A 659 đến Weinheim. Chạy song song kế tiếp theo đó về phía đông là đường cao tốc A 5 (Frankfurt - Karlsruhe).

#### Đường sắt

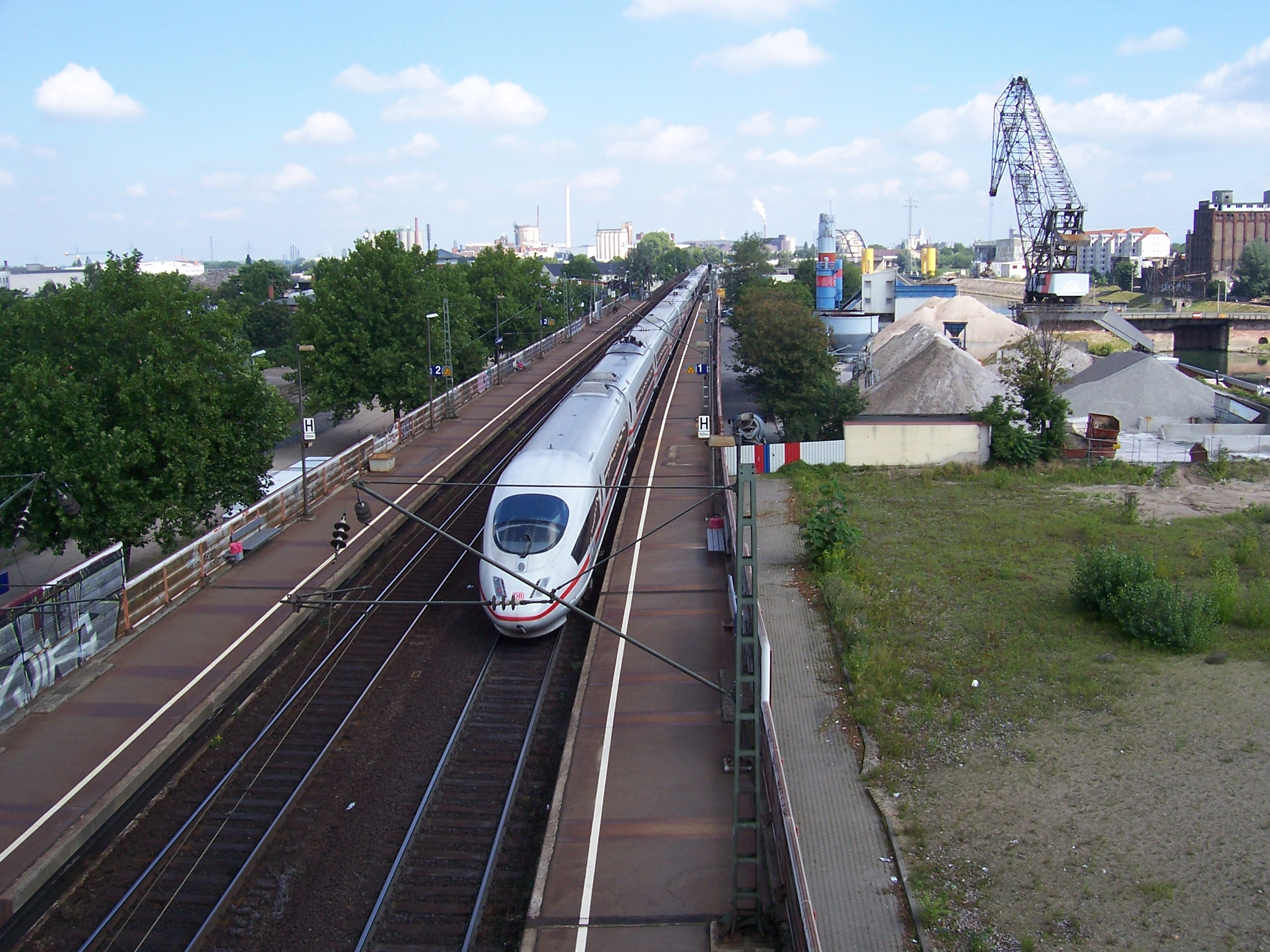
Tàu tốc hành ICE trên đường đến Frankfurt

Mannheim là điểm giao thông đường sắt lớn nhất trong miền tây nam nước Đức. Trong năm 2005 mỗi ngày có 185 chuyến tàu hỏa đi xa dừng tại Nhà ga chính Mannheim. Nhà ga nối toa tàu Mannheim là nhà ga lớn thứ hai của Đức sau Maschen (Hamburg). Trong năm 2005, mỗi ngày có 30 đoàn tàu quốc tế, 60 đoàn tàu trong nước và 440 đoàn tàu chở hàng trong vùng được kết nối tại đây.
Bắt đầu từ năm 2003 có tuyến tàu S-Bahn Rhein-Neckar chạy xuyên khắp khu vực Rhein-Neckar cho đến vùng Pfalz, Odenwald và nam Hessen.
Bắt đầu từ ngày 2 tháng 6 năm 1878 Mannheim đã có tàu điện phục vụ giao thông công cộng. Ngày nay Mannheim có 11 tuyến tàu điện và rất nhiều tuyến xe buýt do công ty TNHH Giao thông Rhein Neckar (Rhein-Neckar-Verkehr GmbH - RNV) vận hành. Tất cả các phương tiện giao thông công cộng đều có cùng chung một giá trong khu vực của Liên hiệp Giao thông Rhein Neckar (Verkehrsverbund Rhein-Neckar). Mạng lưới tàu điện ngầm Mannheim-Ludwigshafen tuy đã được bắt đầu trong những năm của thập niên 1970 nhưng chỉ được thực hiện một phần nhỏ vì lý do tài chính. Trạm ngầm duy nhất ở Mannheim là trạm Dalbergstraße. Hiện nay các kế hoạch xây dựng tàu điện ngầm đã bị đình chỉ.

#### Đường thủy

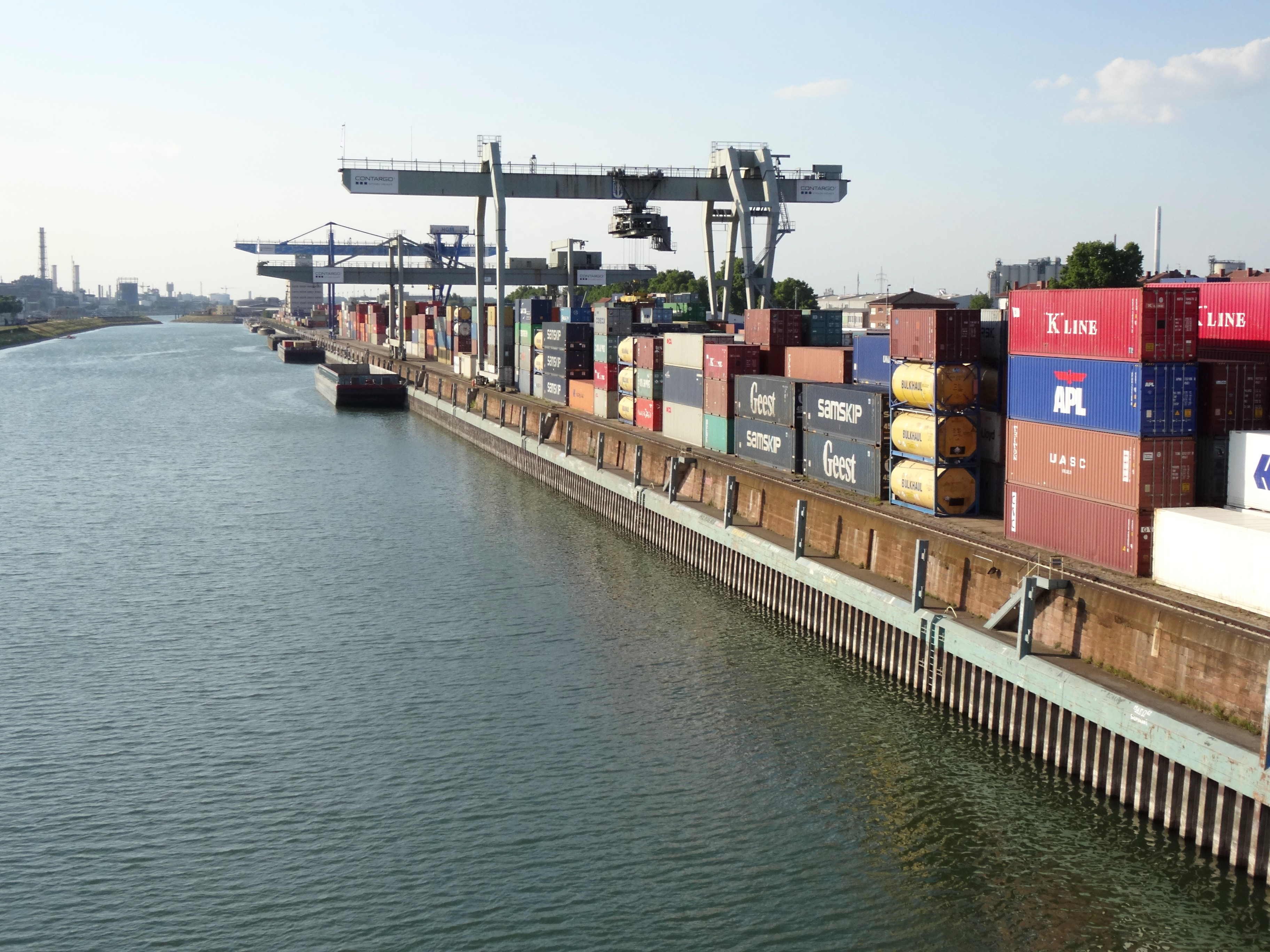
Cảng Mannheim

Do có điều kiện thuận lợi là ngã ba sông của Rhein và Neckar, Cảng Mannheim với diện tích 1.131 ha là một trong những cảng nội địa quan trọng nhất châu Âu. Trong năm 2005 có 8,1 triệu tấn hàng hóa được chuyển tải tại đây. Gần 500 doanh nghiệp với 20.000 việc làm tập trung chung quanh khu vực cảng.

#### Đường không
Bên cạnh một sân bay quân sự tại Mannheim-Sandhofen, thành có một sân bay dân sự City-Airport Mannheim (mã IATA: MHG) với các đường bay đến Berlin, Hamburg và Saarbrücken. Cảng hàng không Frankfurt chỉ cách Mannheim 30 phút tàu hỏa tốc hành ICE.

## Giáo dục và đào tạo

### Đại học

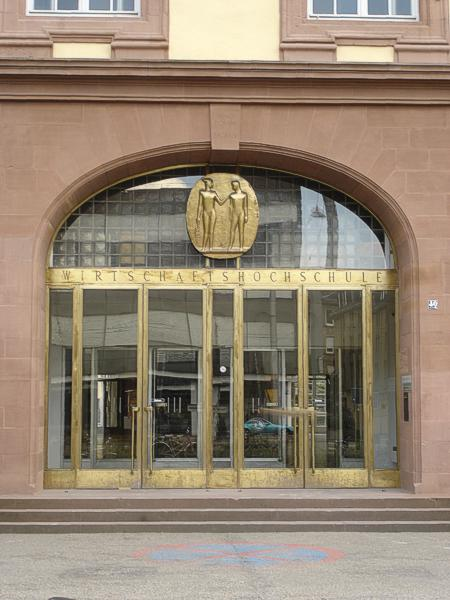
Cổng chính của Đại học Tổng hợp Mannheim

Trên 24.000 sinh viên đăng ký học tập tại 10 trường đại học Mannheim:
- Đại học Tổng hợp Mannheim (Universität Mannheim): được thành lập năm 1907, khi đó là trường Đại học Thương mại. Các khoa Kinh tế và Khoa học Xã hội thường xuyên dẫn đầu trong các bảng xếp hạng trường đại học. Tròn 12.500 sinh viên học tập tại đây.
- Đại học Mannheim (Hochschule Mannheim). Là trường kỹ sư (Ingenieurschule) khi được thành lập năm 1898, từ 1971 là Đại học Thực hành Kỹ thuật. Được sáp nhập chung với trường Đại học Thực hành Tạo hình (1995) và Đại học Xã hội (2006). Ngày nay trường có 4.100 sinh viên đang học tập.
- Đại học Quốc gia Âm nhạc và Nghệ thuật biểu diễn Mannheim với khoảng 600 sinh viên
- Khoa Y học lâm sàng của trường Đại học Heidelberg (Universtät Heidelberg) với 800 sinh viên
- Học viện Nghề Mannheim (Berufsakademie Mannheim) đào tạo theo mô hình vừa học vừa làm
- Học viện nhạc Pop Baden-Württemberg (Popakademie Baden-Württemberg) thành lập năm 2003 là cơ sở duy nhất trên toàn nước Đức có các ngành học về kinh doanh âm nhạc (Musikbuniness) và thiết kế nhạc pop (Popmusikdesign)
- Đại học thực hành liên bang về quản lý hành chánh (Fachhochschule des Bundes für öffentliche Verwaltung), thành lập năm 1978. Tròn 1.200 sinh viên đăng ký học tại đây.
- Học viện liên bang về Quản lý trong quân đội và Kỹ thuật Quân sự (Bundesakademie für Wehrverwaltung und Wehrtechnik) thành lập năm 1961.
- Trường Quản lý hành chánh Quân đội I (Bundeswehrverwaltungsschule I)
- Đại học của Sở Lao động Liên bang
- Đại học sư phạm tư nhân đào tạo theo các nguyên tắc sư phạm Waldorf.

### Nghiên cứu

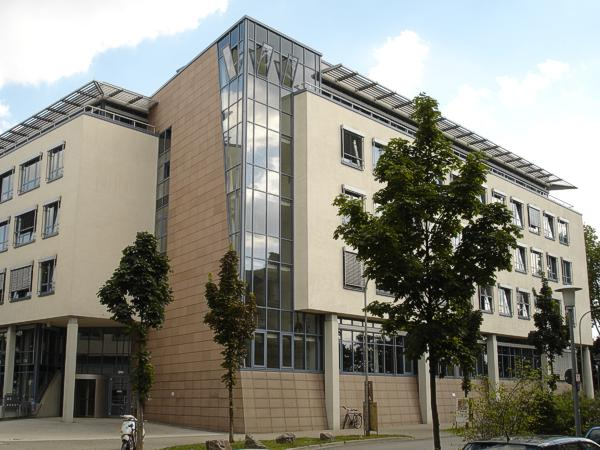
Tòa nhà chính của Trung tâm Nghiên cứu Kinh tế châu Âu

- Viện nghiên cứu về Luật Y tế, Luật Y học quốc tế, châu Âu và Đức là một trong những trung tâm nghiên cứu nổi tiếng nhất của Đức trong lãnh vực Luật Y tế, Luật Y học.
- Viện ngôn ngữ Đức, thành lập năm 1964
- Hiệp hội Nghiên cứu về thiết bị điện và kinh tế điện
- Viện nghiên cứu về bầu cử (Forschungsgruppe Wahlen)
- Trung tâm Nghiên cứu Xã hội châu Âu Mannheim
- Trung tâm Nghiên cứu Kinh tế châu Âu

## Văn hóa và thắng cảnh

### Nhà hát

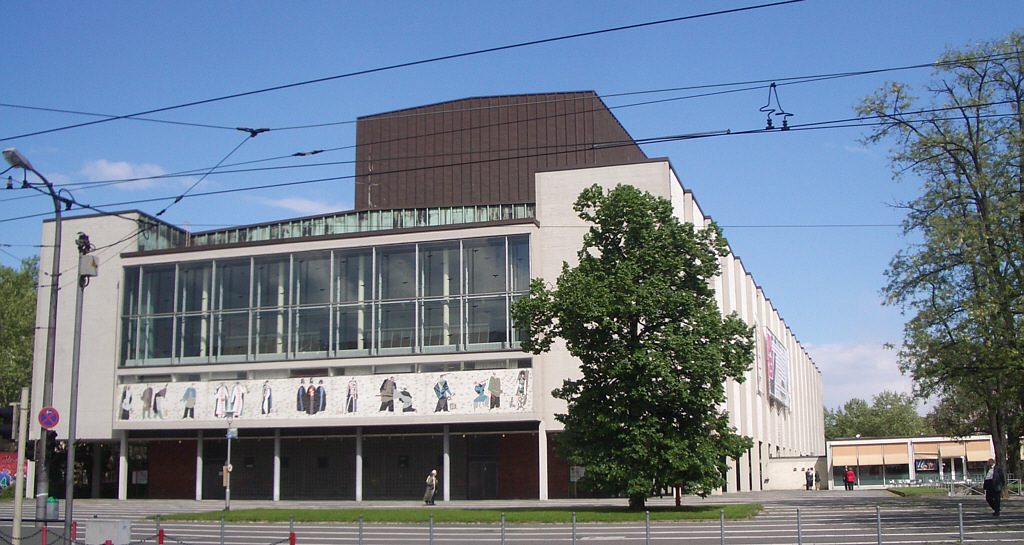
Nhà hát Quốc gia Mannheim

Nhà hát Quốc gia Mannheim đã có từ năm 1779 và vì thế là sân khấu cấp địa phương lâu đời nhất của Đức. Năm 1782 vở bi kịch Die Räuber (Các kẻ cướp) của Friedrich Schiller được trình diễn lần đầu tiên tại đây. Thêm vào đó là nhiều nhà hát nhỏ khác như Oststadt-Theater, Theater im G7, Nhà hát Oliv, Sân khấu Ngoài trời, Theater31, Nhà hát Impuls, Nhà hát Múa rối Mannheim và Sân khấu Klapsmühl’.

### Âm nhạc
Trường Mannheim (Mannheimer Schule) được Johann Stamitz thành lập vào khoảng năm 1750 đầu tiên chỉ là một nhóm nhạc sĩ trong cung điện của tuyển hầu vùng Kurpfalz. Sau này đây là một trường soạn nhạc đã phát triển một phong cách mới, tạo cơ sở cho sự phát triển của Trường phái Cổ điển Wien.
Trong những năm gần đây Mannheim đã gây được tiếng vang trong giới âm nhạc phổ biến. Viện nhạc Pop Baden-Württemberg là cơ sở đầu tiên của hình thức này tại Đức. Các nhạc sĩ và ban nhạc nổi tiếng của Mannheim bao gồm Joy Fleming, Jule Neigel, Xavier Naidoo và Söhne Mannheim, Laith Al-Deen cũng như là Wallis Bird.

### Viện bảo tàng

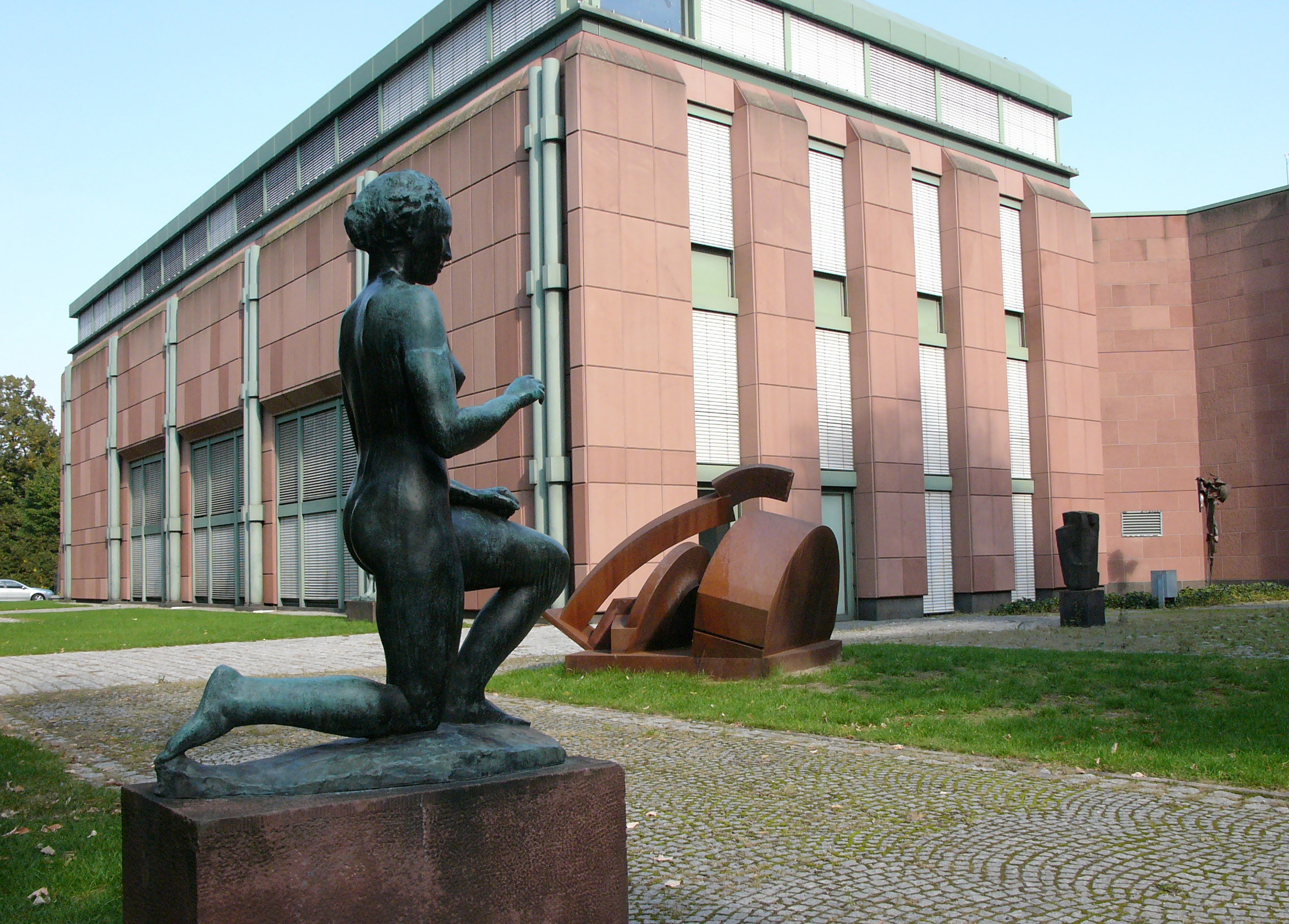
Nhà Nghệ thuật Mannheim

Nhà Nghệ thuật Mannheim (Kunsthalle Mannheim) được thành lập nhân dịp kỷ niệm 300 ngày thành lập thành phố vào năm 1907. Trọng tâm truyền thống của bộ sưu tập là hội họa Pháp và Đức của thế kỷ 19 và thế kỷ 20 cũng như là điêu khắc quốc tế của thế kỷ 20.
Viện bảo tàng Kỹ thuật và Lao động Tiểu bang (Landesmuseum für Technik und Arbeit) – khánh thành năm 1990 – trưng bày tài liệu về quá trình công nghiệp hóa của miền tây nam nước Đức.
Các viện bảo tàng Reiss Engelhorn có nguồn gốc từ Học viện Khoa học Tuyển hầu. Ngày nay đấy là một cơ sở bao gồm nhiều viện bảo tàng và viện khác nhau:
- Viện bảo tàng D5 về khảo cổ và văn hóa thế giới
- Viện bảo tàng Zeughaus về lịch sử hát kịch, lịch sử thành phố và lịch sử nghệ thuật
- Viện bảo tàng Schhillerhaus
- Viện Lịch sử văn hóa và nghệ thuật

### Công trình xây dựng

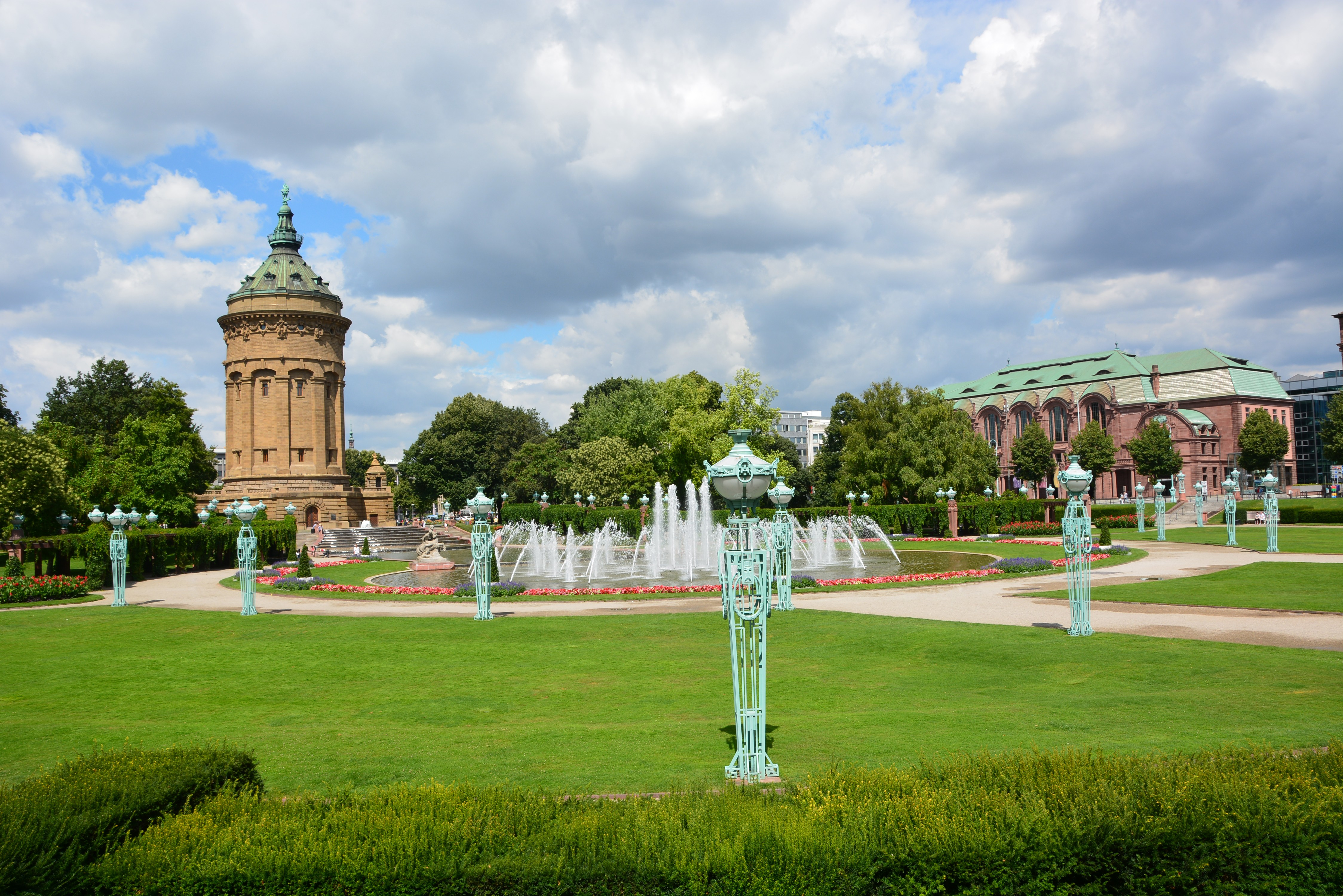
Quảng trường Friedrich với Tháp nước Mannheim

Quảng trường Friedrich (Friedrichsplatz) nằm trong vùng phía đông của nội thành. Trung tâm của quảng trường là biểu tượng của Mannheim: Tháp nước Mannheim cao 60 m. Tháp được xây dựng năm 1889 theo kiểu Tân Baroque (Neo-baroque), phía trên là tượng của nữ thần Amphitrite. Quảng trường chung quanh tháp được Bruno Schmidt kiến tạo theo phong cách Tân Nghệ thuật cho đến 1903. Nhà Nghệ thuật (Kunsthalle) được xây bằng sa thạch - do Hermann Billig xây dựng năm 1907 và được mở rộng năm 1983 – hòa hợp với các công trình xây dựng khác đã được xây dựng trước đó ở chung quanh Quảng trường Friedrich. Vườn Hồng Mannheim (Mannheimer Rosengarten) là một hội trường tổ chức lễ hội được khánh thành năm 1903. Ngày nay đó là một trung tâm tổ chức hội nghị.
Từ Quảng trường Friedrich đi về phía tây, qua khu vực dành riêng cho người đi bộ Planken là quảng trường trung tâm của Mannheim: Quảng trường Duyệt binh Mannheim. Đầu tiên đây là nơi các tuyển hầu dùng để duyệt binh. Chính giữa quảng trường là tượng đài Grupello. Tượng đài này được Gabriel de Grupello xây dựng cho Tuyển hầu Johann Wilhelm vào năm 1711 và được dựng tại Vườn hoa lâu đài Düsseldorf. Karl Philipp cho mang tượng đài này về Mannheim năm 1743. Vào cuối thế kỷ 19 Quảng trường Duyệt binh được cải tạo mới với nhiều thảm cỏ được chia cắt bằng nhiều lối đi tỏa ra từ tượng đài là trung tâm của quảng trường. Ở mặt phía nam của quảng trường đầu tiên là một trung tâm mua sắm được xây năm 1746 và sau đấy từ 1909 là tòa thị chính. Sau khi bị phá hủy trong Chiến tranh thế giới thứ hai tòa nhà không được tái kiến thiết, thay vào đấy Nhà thành phố Mannheim (Stadthaus Mannheim) được xây dựng tại đây (1991), trong đó là nhiều cửa hàng, thư viện thành phố và nơi làm việc của hội đồng thành phố.

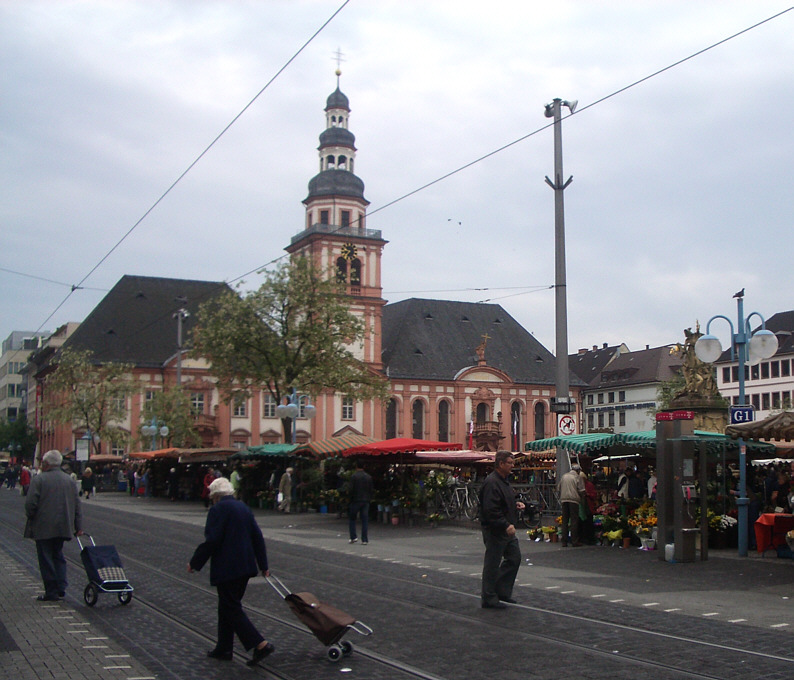
Quảng trường Chợ

Quảng trường Chợ (Marktplatz) nằm về phía bắc của Quảng trường Duyệt binh bên cạnh khu vực dành cho người đi bộ Đường Rộng (Breite Straße). Ở giữa là một đài phun nước từ năm 1719. Đài phun nước do Peter vanden Branden kiến tạo và được dựng trong vườn của Lâu đài Heidelberg. Tuyển hầu Karl Theodor tặng vòi phun này cho thành phố Mannheim vào năm 1767. Các biểu tượng trên đài kỷ niệm này lúc đầu tượng trưng cho đất, nước, không khí và lửa nhưng sau đó lại được tạo hình lại để trở thành biểu tượng cho Mannheim, thương mại, Rhein và Neckar. Về phía nam của Quảng trường Chợ là một công trình xây dựng đôi kiểu Baroque, có lẽ là căn nhà cũ nhất Mannheim vẫn còn tồn tại: Tòa thị chính cũ và Nhà thờ St. Sebastian Dưới (Untere Pfarrei St. Sebastian (Mannheim)), giữa hai căn nhà là một tháp chuông. Các tác phẩm điêu khắc khác nhau trên mặt tường bên ngoài miêu tả chức năng khác nhau của hai căn nhà: Ở Tòa thị chính Cũ là tượng nữ thần Justitia và thần Atlas, về phía nhà thờ là Pietà và các tượng thiên thần.

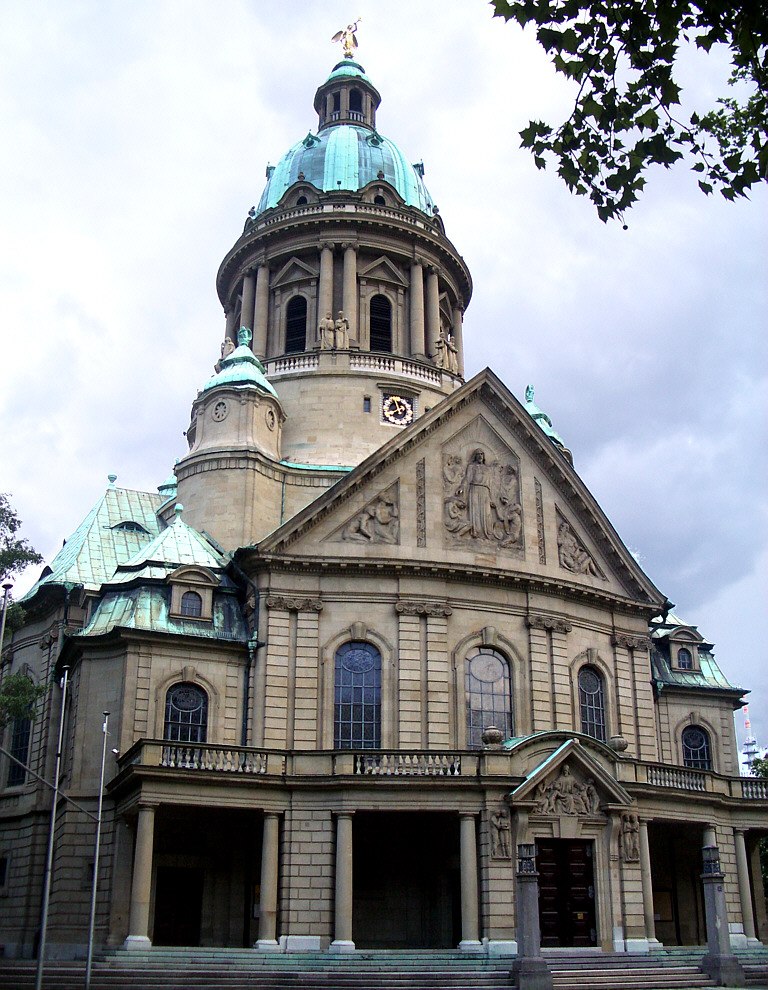
Nhà thờ Dòng Tên Mannheim

Nhà thờ Dòng Tên (Jesuitenkirche) được xây dựng theo đồ án của Alessandro Galli da Bibiena để làm nhà thờ cho hoàng gia của các tuyển hầu cho đến năm 1760. Nhà nghiên cứu về lịch sử nghệ thuật Georg Dehio gọi đó là nhà thờ kiểu Baroque quan trọng nhất của vùng tây nam nước Đức. Các bức bích họa bên trong nhà thờ là của nghệ nhân München Egid Quirin Asam. Bàn thờ chính và 6 bàn thờ phụ ở hai bên là do Paul Egell và Peter Anton von Verschaffelt tạo hình trong thời gian cuối của Baroque và đầu Phong cách Cổ điển.
Nhà thờ Christus (Christuskirche) hoàn thành năm 1911 là công trình tôn giáo tiêu biểu của nhà thờ Tin Lành, được xây dựng theo phong cách Baroque Mới với nhiều yếu tố của Tân Nghệ thuật. Đàn ống trong nhà thờ này là đàn ống lớn nhất Đức với 8.600 ống.
Lâu đài Mannheim đã là nơi ngự trị của tuyển hầu vùng Pfalz. Được xây dựng trong thời gian 1720-1760, lâu đài này là công trình Baroque lớn thứ nhì châu Âu sau Lâu đài Versailles. Mặt trước nhìn về nội thành có chiều dài 440 m và là điểm cuối của bảy con đường song song. Ngoài những người khác, da Bibiena, Egell, Franz Wilhelm Rabaliatti, Nicolas de Pigage và Cosmas Damian Asam đã tham gia tạo dáng cho công trình này. Bị phá hủy hoàn toàn trong Chiến tranh thế giới thứ hai, lâu đài được tái kiến thiết năm 1968 dưới dạng đơn giản hơn.

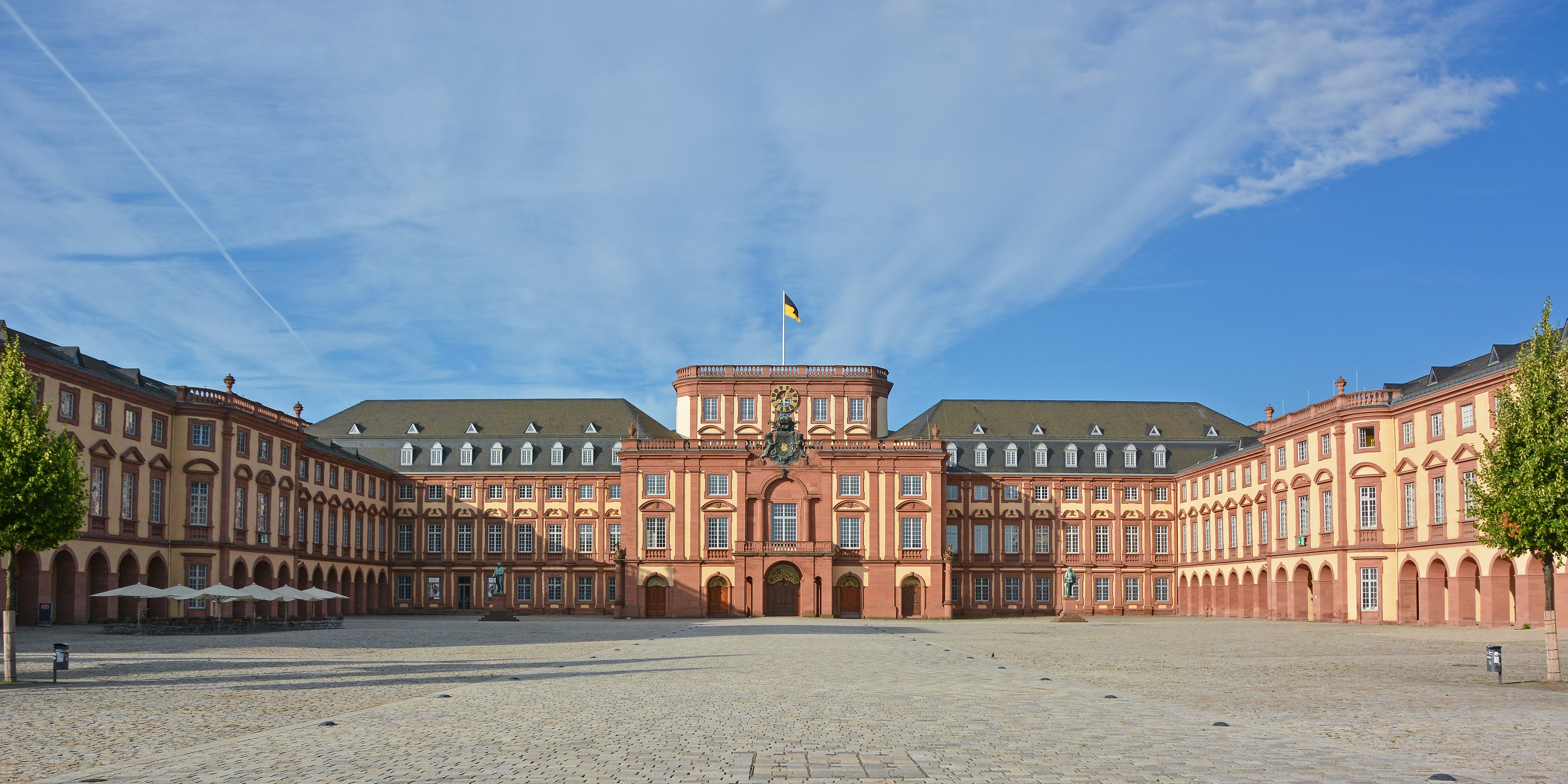
Lâu đài Mannheim

Cung điện Bretzenheim được xây dựng theo đồ án của Verschaffelt, hoàn thành vào năm 1788, được Tuyển hầu Karl Theodor tặng cho người tình của ông. Trong năm 1899 tòa nhà trở thành trụ sở của ngân hàng Eurohypo AG, từ năm 2004 là trụ sở của Tòa án Mannheim.
Tháp truyền hình Mannheim với chiều cao 212,8 m là công trình kiến trúc cao nhất thành phố. Tháp được xây dựng năm 1975 theo đồ án của Erwin Heinle và Jörg Schlaich. Ở độ cao 125 m là một nhà hàng xoay và nơi để ngắm phong cảnh.
Mannheim có 5 trong số 6 nhà cao nhất Baden-Württemberg. Tất cả đều được xây dựng ở phía ngoài vòng đai nội thành. Ba ngôi nhà chung cư và Collini-Center đều được xây năm 1975. Tháp Victoria được hoàn thành năm 2001 và là trung tâm văn phòng cao nhất thành phố. Tất cả năm ngôi nhà này đều có chiều cao đồng đều nhau, vào khoảng 95–97 m.

### Công viên và diện tích xanh

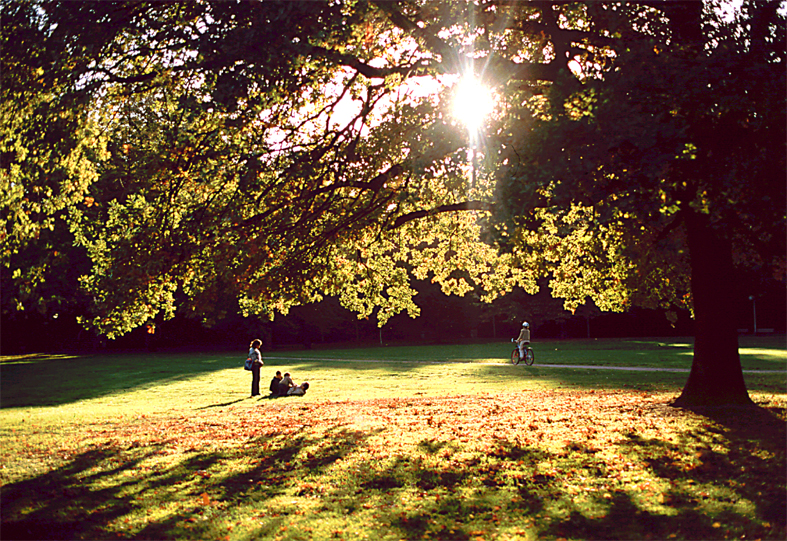
Công viên Luise

Công viên Luise (Luisenpark) với 41 ha là công viên lớn nhất của thành phố. Công viên được thành lập năm 1903 và được mở rộng vào năm 1975 nhân dịp Triển lãm Vườn Liên bang. Nằm cạnh sông Neckar gần nội thành, công viên có nhiều điểm thu hút như nhà trưng bày thực vật, nhà bướm, thuyền du ngoạn và sân khấu trên hồ
Công viên Herzogenried (Herzogenriedpark) cũng đã là một phần của cuộc Triển lãm Vườn Liên bang. Công viên rộng 22 ha và nằm về phía bắc của khu phố Neckarstadt. Đáng thăm viếng là các chuồng nuôi thú, vườn hồng và tòa nhà đa dụng với mái có kết cấu như một căn lều.
Vườn hoa lâu đài trải dài từ phía sau của Lâu đài Mannheim cho đến sông Rhein và với 38 ha là công viên lớn thứ nhì của Mannheim. Đại công tước phu nhân Stéphanie de Beauharnais đã cho kiến tạo vườn Anh ở đây. Rất đáng tiếc là công viên đã mất đi nhiều tính hấp dẫn vì đường tàu hỏa được xây 1863-1867, đường xa lộ liên bang được xây từ năm 1959 cũng như là đường tàu hỏa thành phố đi Ludwigshafen đều chạy ngang qua đấy. Diện tích xanh đã bị đẩy lùi chỉ còn lại vài đảo giao thông trống trải, mặc dù vậy người dân Mannheim vẫn còn kiên quyết duy trì tên "Vườn hoa lâu dài".
Công viên Rừng (Waldpark) với Đảo Reiß là một trong những vùng ngập nước tự nhiên lớn nhất cạnh sông Rhein. Bán đảo đã là sở hữu của Carl Reiß, người đã hiến vùng đất này cho thành phố dưới điều kiện phải bảo tồn trạng thái tự nhiên và tất cả người dân thành phố đều được phép đến du ngoạn. Rất nhiều loại chim quý hiếm có thể được quan sát trên Đảo Reiß.

### Thể thao

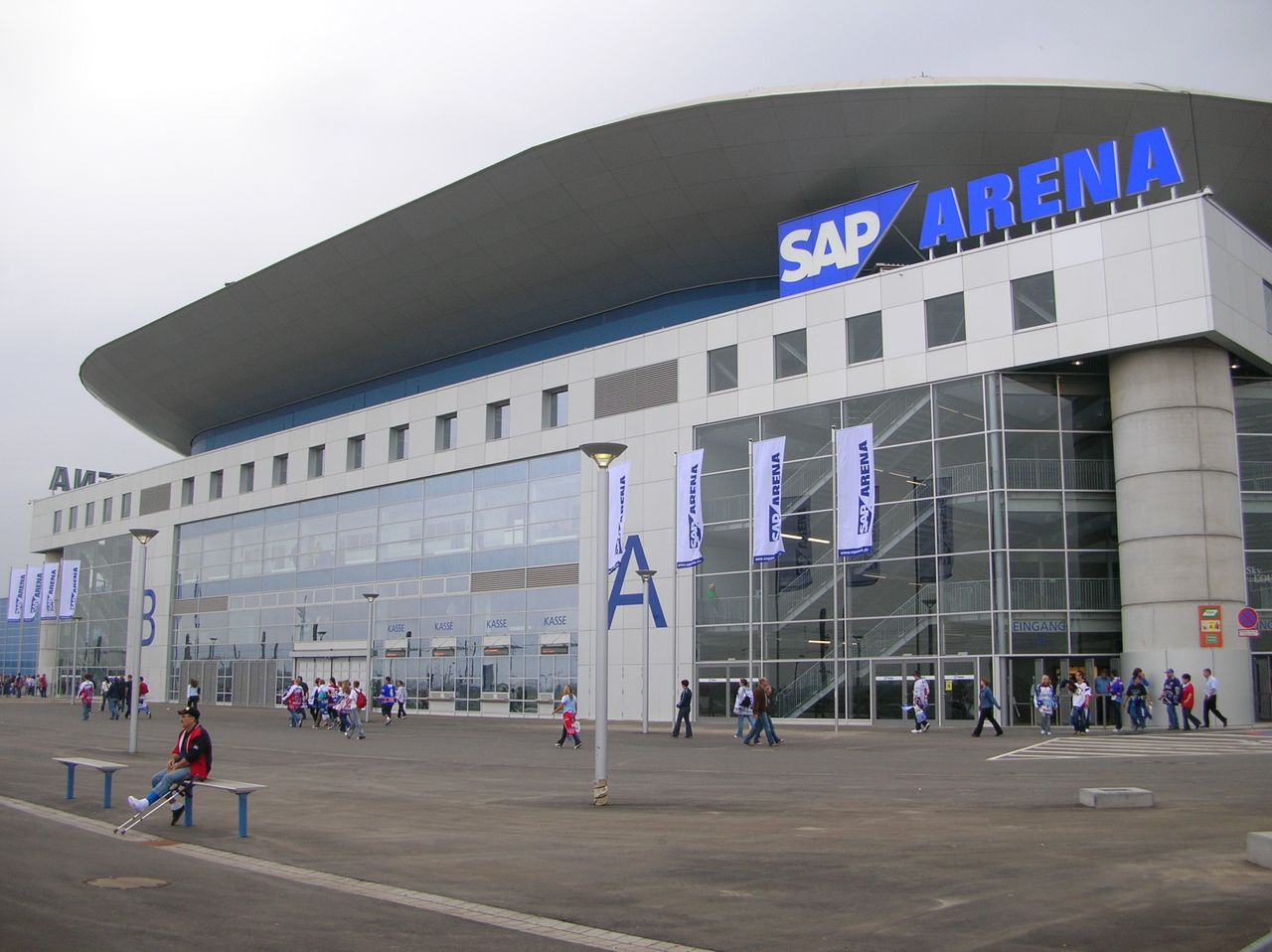
SAP Arena

Môn thể thao thu hút nhiều khán giả nhất ở Mannheim là khúc côn cầu trên băng. Đội Adler Mannheim đoạt giải vô địch liên bang Đức trong những năm 1980, 1997-1999 và 2001. Từ năm 2005 đội thi đấu trên sân nhà tại SAP-Arena.
Vẫn còn được biết đến mặc dù các thời hoàng kim đã là quá khứ xa là hai câu lạc bộ bóng đá VfR Mannheim (vô địch Đức 1949) và SV Waldhof Mannheim (thi đấu Giải vô địch bóng đá Đức 1983-1990). Hai câu lạc bộ hiện thi đấu trong hạng tiểu bang Oberliga Baden-Württemberg.
Từ 1958 Liên đoàn Bóng rỗ Đức (Deutscher Basketball Bund) tổ chức thi đấu thi Cúp Albert Schweitzer (Bóng rỗ Thiếu niên châu Âu) hai năm một lần vào mùa xuân tại Mannheim để tưởng niệm người bác sĩ đoạt giải thưởng Nobel Albert Schweitzer. Đây là một trong những giải bóng rỗ quan trọng nhất cho các đội thiếu niên.
Câu lạc bộ điền kinh MTG Mannheim đã đào tạo nhiều vận động viên xuất sắc kể từ ngày thành lập. Đoạt nhiều thành tích quốc gia trong thời gian hiện nay là các nữ vận động viên chạy.
Nhờ vào sự hiện diện đông đảo của quân đội Mỹ ở Mannheim mà môn bóng chày đã đoạt được nhiều thành tích lớn trong quá khứ. Các đội Knights, VfR, Amigos và Tornados của Mannheim đã đoạt Giải vô địch Bóng chày Đức tổng cộng 19 lần từ 1954 đến 1997.
Thành công lớn trên trường đấu quốc tế ở các thập niên 1950 và 1960 và cho đến thập niên 1990 trên bình diện quốc gia là câu lạc bộ xe đạp RRC Endspurt Mannheim.
Năm 2007 Mannheim sẽ là chặn cuối của giải đua xe đạp vòng quanh tiểu bang Tour de Ländle 2007, cũng còn được gọi là SWR-Radtour.

### Lễ hội và các sự kiện khác
- Tháng 2: Diễu hành hóa trang
- Tháng 3: Hội chợ âm nhạc Message Music Contest
- Tháng 4/ tháng 5: Lễ hội mùa Xuân
- Tháng 5: Lễ hội thành phố trong khu vực dành riêng cho người đi bộ Planken
- Tháng 7: Lễ hội Đức-Mỹ
- Tháng 7: Lễ hội Âm nhạc Arena of Pop trong khuôn viên của lâu đài
- Tháng 8: Christopher Street Day
- Lễ hội Kurpfalz trong Công viên Herzogenried
- Tháng 9: Lễ hội thiếu nhi trong Công viên Luise nhân Ngày Quốc tế Thiếu nhi
- Tháng 9 / tháng 10: Lễ hội mùa Thu
- Tháng 10: Giải cờ vây Aji
- Tháng 11: Lễ hội phim Mannheim-Heidelberg
- Tháng 11 / tháng 12: Chợ Giáng sinh

## Nhân vật nổi tiếng

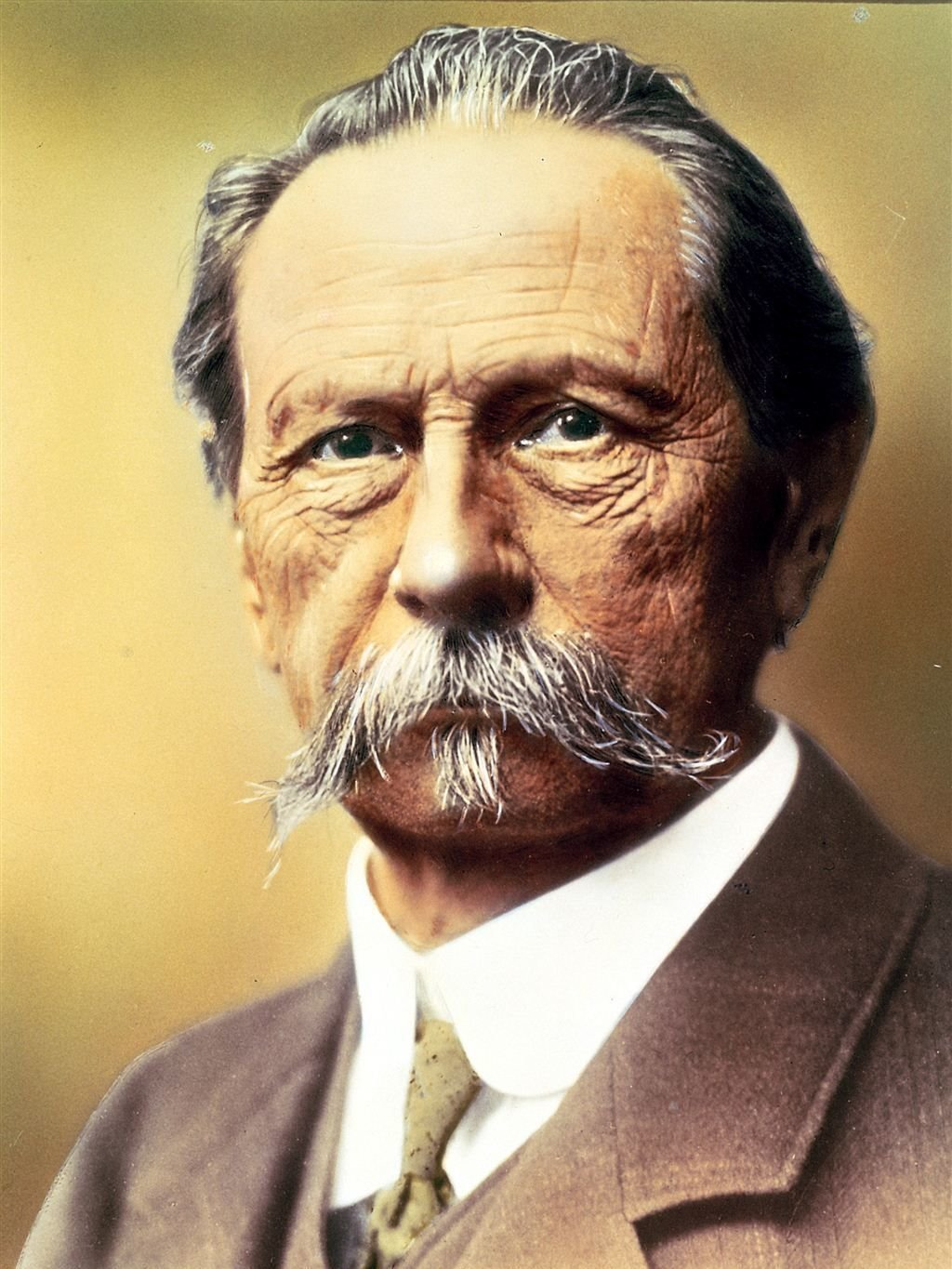
Carl Benz

- 1821: Friedrich Engelhorn (m. 1902): doanh nhân và là người thành lập tập đoàn BASF
- 1838: Wilhelm Reiß (m. 1908) nhà du lịch nghiên cứu và chuyên gia về núi lửa
- 1876: Hermann Müller (m. 1931) chính trị gia (SPD), Thủ tướng Đế chế 1920 và 1928-1930
- 1897: Sepp Herberger (m. 1977) huấn luyện viên đội tuyển bóng đá quốc gia Đức 1936-1964 ("Điều kỳ diệu ở Bern")
- 1905: Albert Speer (m. 1981) nhà kiến tạo đảng và quốc gia và Bộ trưởng Bộ vũ trang trong thời kỳ Đức Quốc xã, bị Tòa án Nürnberg tuyên xử là tội phạm chiến tranh.
- 1913: Hans Filbinger thủ hiến bang Baden-Würrtemberg (CDU) 1966-1978
- 1933: Gerhard Mayer-Vorfelder, Chủ tịch Liên đoàn Bóng đá Đức, cựu bộ trưởng trong bang Baden-Württemberg
- 1937: Rudi Altig vận động viên xe đạp, vô địch đường phố thế giới 1961, đoạt Áo Xanh trong Tour de France 1962
- 1969: Steffi Graf nữ vận động viên quần vợt

Tuy không sinh ra tại Mannheim nhưng đã có nhiều ảnh hưởng tại thành phố này là:
- 1759: Friedrich von Schiller nhà thơ
- 1838: Heinrich Lanz nhà phát minh và sản xuất máy nông nghiệp, đầu máy xe lửa và máy kéo
- 1844: Carl Benz nhà phát minh ô tô

Xem toàn bộ Danh sách những người con của Mannheim

## Inventions Made in Mannheim

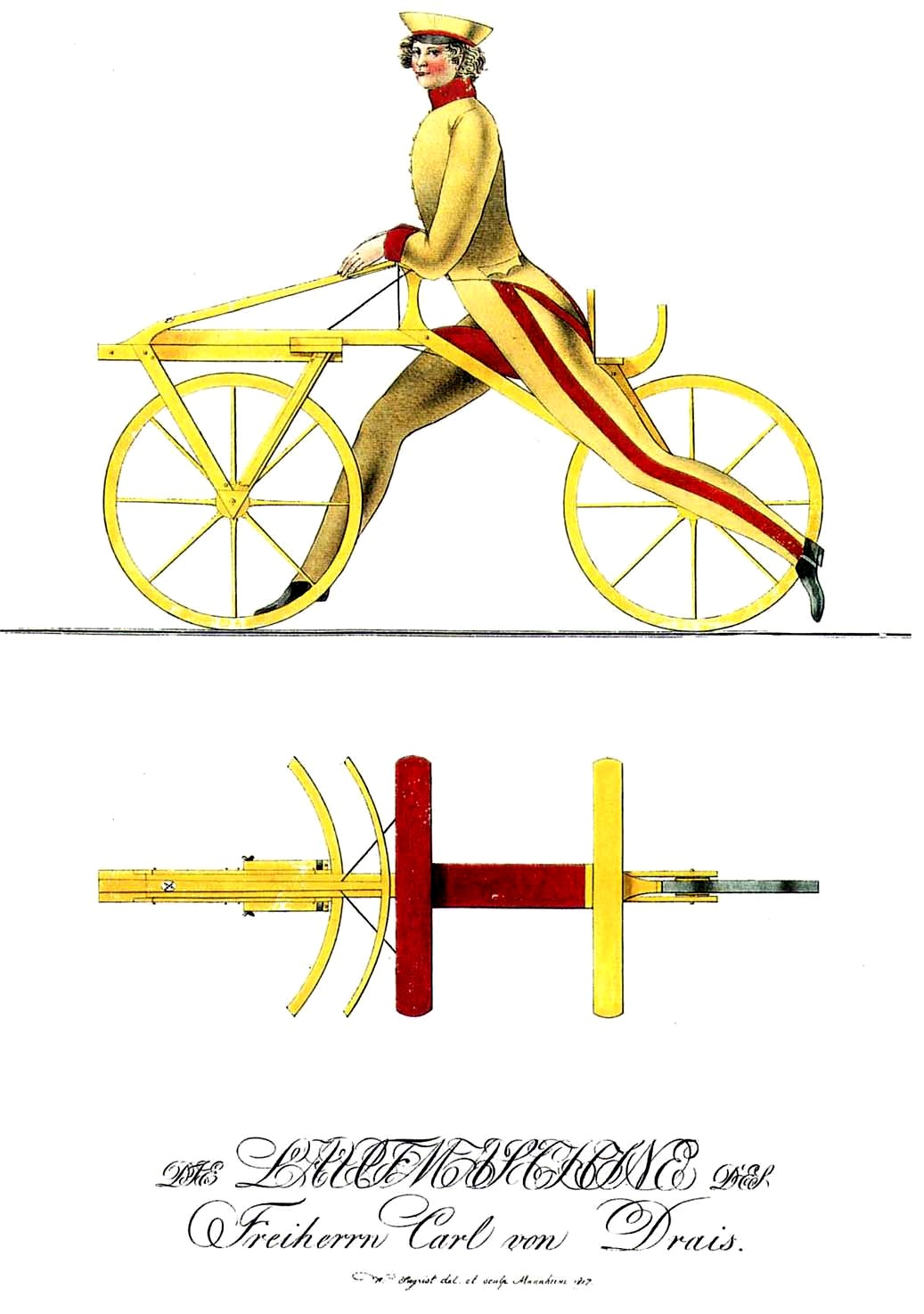
The world’s first bicycle, built in Mannheim by Karl Freiherr von Drais in 1817
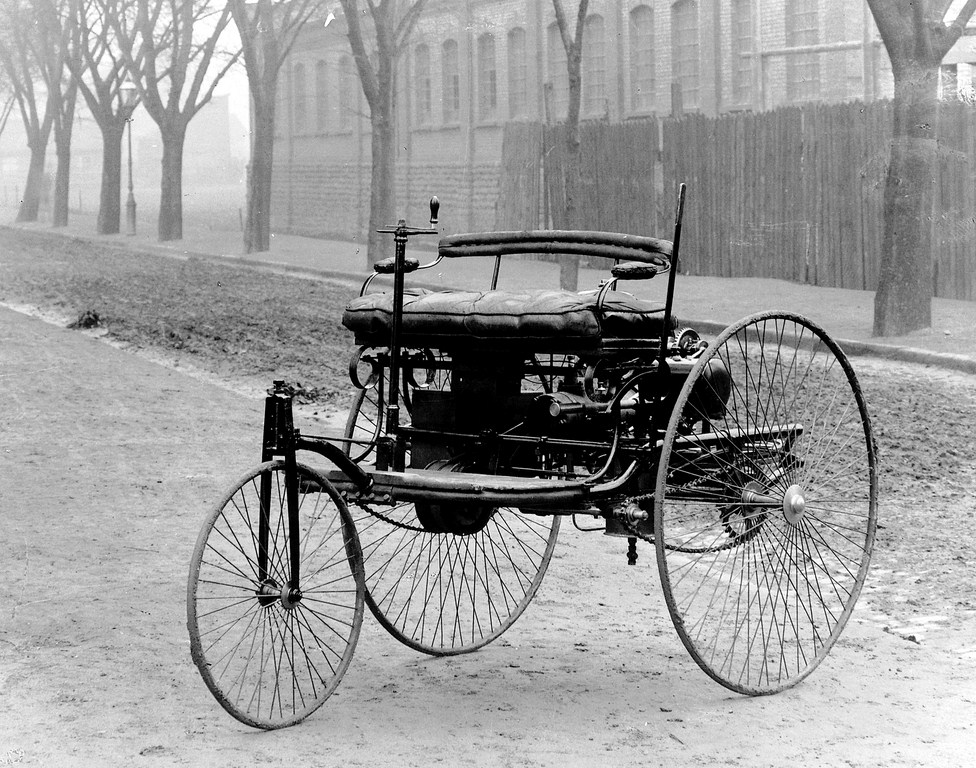
The world’s first automobile, built in Mannheim by Carl Benz in 1885
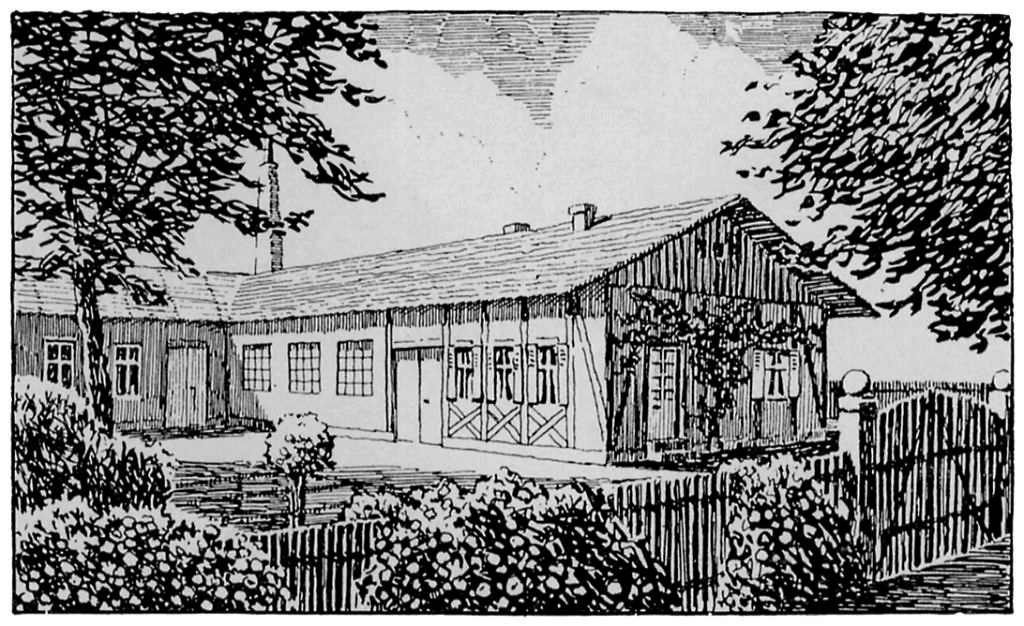
Carl Benz‘ workshop in Mannheim (T6, 11)
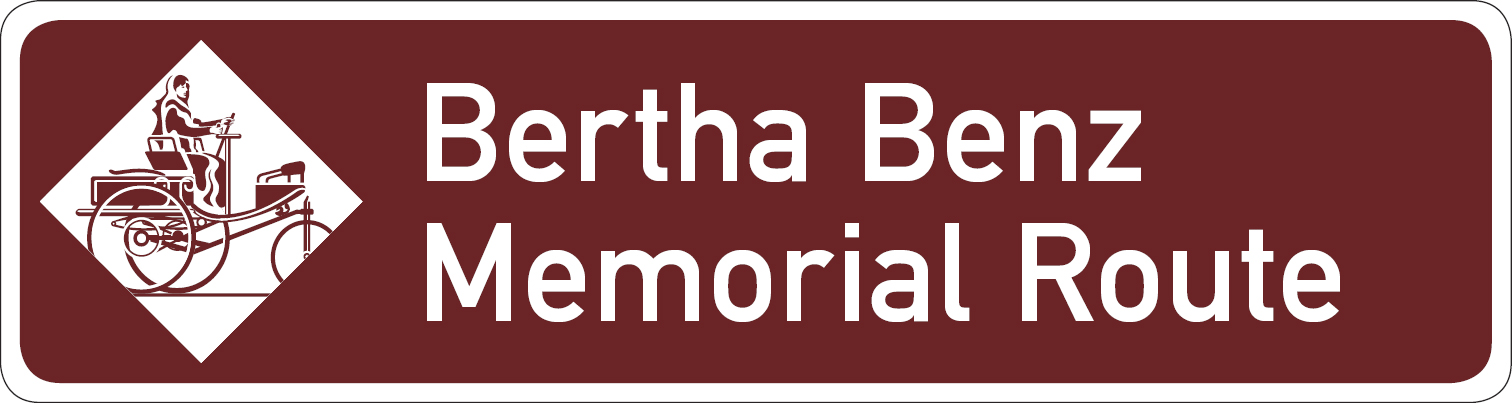
Official sign of Bertha Benz Memorial Route, commemorating the world's first long distance journey by automobile from Mannheim to Pforzheim in 1888 (104 km / 64 miles)